# البوسنة والهرسك
البُسْنَةُ وَالهِرْسِك أو البوسنة والهرسك (بالبسنية، الكرواتية والصربية اللاتينية: Bosna i Hercegovina; الصربية السريلية: Босна и Херцеговина) هي دولة في جنوب وجنوب شرق أوروبا، تقع داخل البلقان وفي منتصف الدول التي كانت تشكل دولة يوغسلافيا السابقة. وسراييفو هي العاصمة وأكبر مدينة وتعد مدينة بانية لوكا الثانية بعد أكبر مدينة في البسنة والهرسك، وتليها تزلة ثم مستار.
البوسنة والهرسك دولة غير ساحلية تقريبًا - إلى الجنوب لديها ساحل ضيق جدا على البحر الأدرياتيكي، يبلغ طوله حوالي 20 كيلومترًا (12 ميلًا) ويحيط ببلدة نيوم. يحدها من الشرق صربيا، والجبل الأسود من الجنوب الشرقي، وكرواتيا المحيطة بالشمال والجنوب الغربي. في المناطق الداخلية الوسطى والشرقية من البلاد، تكون الجغرافيا جبلية، في الشمال الغربي من التلال المعتدلة، والشمال الشرقي من الأرض المسطحة في الغالب. الداخلية، البسنة، هي منطقة أكبر جغرافيا ولها مناخ قاري معتدل، مع صيف حار وشتاء بارد وثلجي. الطرف الجنوبي، الهرسك، لديه مناخ البحر الأبيض المتوسط ومعظم التضاريس الجبلية.
تعود البوسنة والهرسك إلى مستوطنة بشرية دائمة تعود إلى العصر الحجري الحديث، وبعد ذلك كان يسكنها العديد من الحضارات الإليرية والقلطية. ثقافياً وسياسياً واجتماعياً، للبلاد تاريخ ثري، حيث استقرت أولاً الشعوب السلافية التي تسكن المنطقة اليوم من القرن السادس إلى القرن التاسع. في القرن الثاني عشر، تم تأسيس مذهب البوسنة، والذي تطور إلى مملكة البسنة في القرن الرابع عشر، وبعد ذلك تم ضمه إلى الإمبراطورية العثمانية، التي ظل تحت حكمها من منتصف القرن الخامس عشر إلى أواخر القرن التاسع عشر. جلب العثمانيون الإسلام إلى المنطقة، وغيروا الكثير من النظرة الثقافية والاجتماعية للبلاد. وأعقب ذلك ضم إلى الملكية النمساوية المجرية، والتي استمرت حتى الحرب العالمية الأولى. في فترة ما بين الحربين، كانت البوسنة والهرسك جزءًا من مملكة يوغسلافيا وبعد الحرب العالمية الثانية، مُنحت مكانة جمهورية كاملة في العهد الجديد شكلت جمهورية يوغسلافيا الاتحادية الاشتراكية. بعد حل يوغسلافيا، أعلنت الجمهورية الاستقلال في عام 1992، والتي أعقبتها حرب البسنة التي تعتبر حرب مزقت البوسنة والهرسك ودمرت البلاد، استمرت حتى أواخر عام 1995.
نمت السياحة في البوسنة والهرسك بمعدلات من رقمين في السنوات الأخيرة، تشتهر البسنة والهرسك إقليمياً ودولياً ببيئتها الطبيعية وتراثها الثقافي الموروث من ست حضارات تاريخية، ومطبخها، ورياضاتها الشتوية، وموسيقاها المميزة والفريدة، والهندسة المعمارية، ومهرجاناتها، وبعضها أكبرها وأبرزها طيب في جنوب شرق أوروبا. البلد موطن لثلاث مجموعات عرقية رئيسية أو رسميا، الشعوب المكونة، على النحو المحدد في الدستور. البوشناق هم أكبر مجموعة من الثلاثة، مع الصرب في المرتبة الثانية والكروات في المركز الثالث. عادة ما يتم تعريف مواطن من البسنة والهرسك، بغض النظر عن العرق، باللغة الإنجليزية على أنه بوسني. الأقليات، التي تم تعريفها بموجب التسمية الدستورية «آخرون»، تشمل اليهود والغجر والبولنديين والأوكرانيين والأتراك. لدى البسنة والهرسك هيئة تشريعية من مجلسين ورئاسة ثلاثة أعضاء تتكون من عضو في كل مجموعة عرقية رئيسية. ومع ذلك، فإن سلطة الحكومة المركزية محدودة للغاية، حيث أن البلاد لا مركزية إلى حد كبير وتضم كيانين مستقلين: اتحاد البسنة والهرسك وجمهورية صربسكا، مع وحدة ثالثة، مقاطعة برتشكو، يحكمها الحكم المحلي. يتكون اتحاد البسنة والهرسك من 10 كانتونات.
تحتل البسنة والهرسك مرتبة عالية من حيث التنمية البشرية، ولديها اقتصاد يهيمن عليه قطاعا الصناعة والزراعة، يليهما قطاعا السياحة والخدمات. يوجد في البلد نظام للضمان الاجتماعي والرعاية الصحية الشاملة، والتعليم الابتدائي والثانوي مجاني. وهي عضو في الأمم المتحدة، ومنظمة الأمن والتعاون في أوروبا، ومجلس أوروبا، الشراكة من أجل السلام، اتفاقية التجارة الحرة لأوروبا الوسطى، وعضو مؤسس للاتحاد من أجل المتوسط عند إنشائه في يوليو 2008. البلد متقدم للحصول على العضوية في الاتحاد الأوروبي، وأصبح مرشحا بشكل رسمي لعضوية الاتحاد الأوروبي بتاريخ 15 ديسمبر 2022، وكان مرشحًا لعضوية الناتو منذ أبريل 2010، عندما تلقت خطة عمل العضوية.

## أصل التسمية
اكتسبت البسنة اسمها على الراجح من اسم أشهر أنهارها، وهو نهر البسنة النابع من سفح جبل إيغمان الواقع جنوبي البلاد على مقربةٍ من العاصمة ويمتد في أنحاء البلاد مروراً بثلاث من كبريات مدن البلاد وهي: سراييفو وزينيتسا ودوبوي بطوله البالغ 303 كم، أي 188م وتتفرَّع منه فروعٌ كثيرة يبلغ طولها نحو 10480 كم، أي 6513م تُغذِّي مُختلف أنحاء البلاد تصُبُّ في نهر صاوة في الشمال وربّما كانت تسمية نهر البسنة مُقتبسةٌ من الكلمة الإيليرية بوسينوس أو من كلمة بوس التي تعني الماء الجاري في اللغة الإيليرية.
ذهب بعضُ المُؤرِّخين إلى أنَّ الشعوب السلافية المهاجرة من القوقاز إلى البلقان، جلبت هذا الاسم معها وأطلقته على الإقليم بعد أن استوطنته، وبموجِب هذا الرأي يكون اسماً طارئاً على البسنة، ورد عليها من خارجها بينما يرى آخرون أنَّه مُشتقٌ من كلمة باساتي القديمة، أو كلمة باز التي تعني الملح، إذ تشتهر به بعض مناطق البسنة، ومنها توزلا حتى إن عوائد الآبار المالحة فيها كانت إحدى الموارد الاقتصادية الهامة في البلاد، وكان ينفق منها على المؤسسات التعليمية كالمدارس والكتاتيب بتوزلا العليا والدنيا، حتى الاحتلال النمساوي المجري للبوسنة سنة 1295هـ/1878.
استعمِل اسم البسنة للدلالة على كيانٍ جُغرافي وسياسي مُستقِل منذ القرن الرابع للهجرة/العاشر للميلاد، حين كانت المنطقة كسائر مناطق البلقان مرتعاً خِصباً للإقطاع وكان أقدم استعمال موثق لهذه التسمية ورد في كتاب بعنوان إدارة الإمبراطوريَّة والذي ألفه وكتبه الإمبراطور البيزنطي قسطنطين السابع عام 346هـ/958م، وقد أطلق فيه اسم البسنة على المنطقة الواقعة حول مجرَيَي نهر البسنة الأعلى والأوسط، والتي لم تكن تشمل سوى مدينتين هما: كاتيرا وديسنيك.

## التاريخ

### الفترة ماقبل السلافية (حتى 958 م)

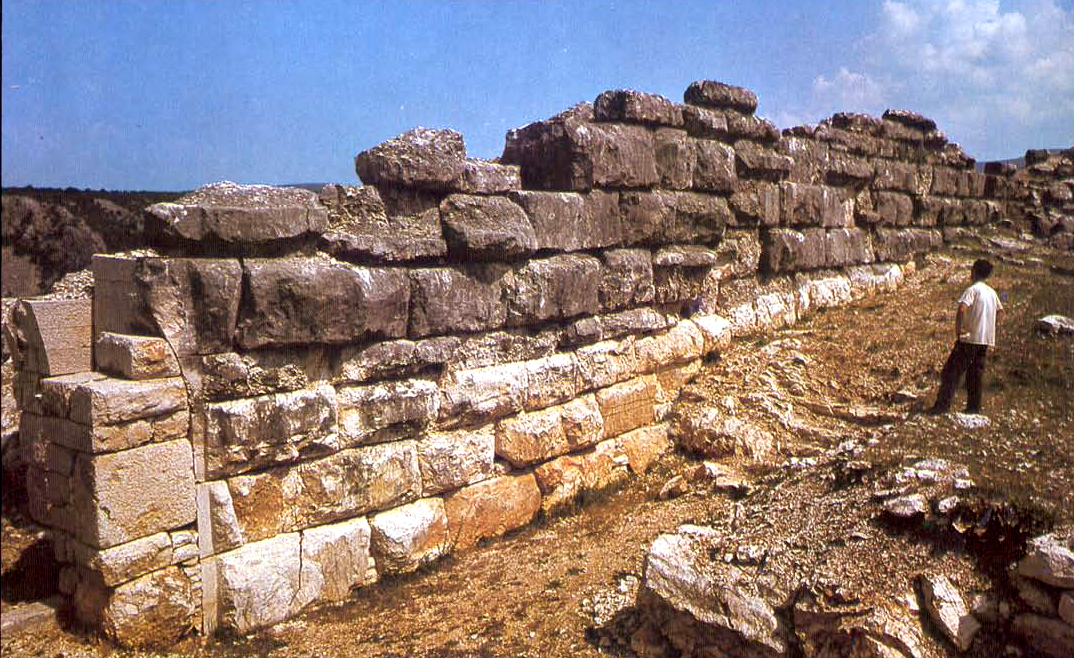
سور داورسون القديمة، في اسانيتشي بالقرب من ستولاتش في البسنة القرن الثالث ميلادي.

يرجع تاريخ استيطان البشر في البسنة إلى العصر الحجري الحديث. وفي أوائل العصر البرونزي أتى إليها أناس أكثر عدوانية من سكان العصر الحجري الحديث، ويعتقد بأنهم إيليريون وهم أوائل الأصول هندو-أوروبي  ثم جاءت هجرات القلط إليها في القرنين الرابع والثالث قبل الميلاد فطردوا سكانها من الشعوب الإليريينة من تلك المناطق، ولكن بقي فيها الكثير منهم ممن اختلط مع القادمين الجدد. هناك نقص واضح من الأدلة في تلك الحقبة التاريخية، ولكن بشكل عام، سكن تلك المنطقة أناس عديدون ممن يتكلمون لغات مختلفة. وفي بدايات سنة 229 قبل الميلاد بدأ التوتر والمشاكل تظهر ما بين الإليريين والرومان، لكن الرومان لم يتمكنوا من استكمال ضم تلك المنطقة إلا في سنة 9 م. وفي العهد الروماني بدأ يقطن فيها ساكنون جدد من الناطقين باللاتينية من جميع أنحاء الإمبراطورية الرومانية، وشجعوا الجنود الرومان المتقاعدين بالسكن في هذه المنطقة.
في تلك الفترة كانت البسنة جزءا من إيليريا حتى مجيء الاحتلال الروماني. وبعد تقسيم الإمبراطورية ما بين سنة 337 و395، ألحقت دالماسيا وبانونيا بالإمبراطورية الرومانية الغربية. وهناك ادعاءات تقول بأن تلك المنطقة قد تم غزوها من قبل القوط الشرقيون في 455 م. ثم تغير حكامها لاحقا ما بين الآلان والهون. ولم يأت القرن السادس إلا وقد غزاها الإمبراطور جستنيان الأول وضمها للإمبراطورية البيزنطية. وفي القرن السادس غزا الأڤار مناطق السلاف في أوروبا الشرقية.

### البسنة في العصور الوسطى (958–1463)

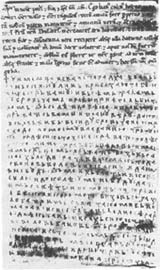
ميثاق بان كولين- وهي معاهدة مع جمهورية دبروفنيك أو راجوزا. وهي محفوظة في متحف في سانت بطرسبرغ روسيا

تتضارب المعلومات الحديثة مع ندرتها عن الحالة السياسية في غرب البلقان خلال بداية العصور الوسطى. فعند وصول السلاف إلى تلك المناطق جالبين معهم نظامهم الاجتماعي القبلي الذي انهار أمام النظام الإقطاعي مع تغلغل الفرنجة في تلك المنطقة أواخر القرن التاسع الميلادي. وخلال تلك الفترة كان التبشير في مناطق السلاف الجنوبيين يجري على قدم وساق. لذا فالبسنة، بحكم موقعها الجغرافي والتضاريسي، كانت من أواخر المناطق التي اعتنقت المسيحية، مع أنها نشئت من المراكز الحضرية على طول الساحل الدلماشي. وقد توزعت السيطرة على البسنة خلال القرنين التاسع والعاشر ما بين إمارتي صربيا وكرواتيا، لكن الظروف السياسية في أواسط العصور الوسطى التي أدت إلى المنافسة على استحواذ المنطقة ما بين مملكة المجر والإمبراطورية البيزنطية. فبعد تبدل القوى في القرن الثاني عشر وجدت البسنة نفسها أنها خارج من أي سيطرة فبرزت كدولة مستقلة باسم إمارة محلية أو (بان).
أول ملك بوسني هو بان كولين، الذي حكمها لمدة ثلاثة عقود ساد خلالها السلام والاستقرار في البلاد، وعزز اقتصاد البلاد عن طريق المعاهدات مع البندقية وراجوزا. حكمه يمثل بداية لمشكلة الكنيسة البسنية، فقد تم اتهام الطائفة المسيحية من الأهالي الأصليين بالهرطقة من كل من الكنيسة الرومانية والكنيسة الصربية. وردا للمحاولات الهنغارية في استخدام السياسة الكنسية في تلك القضية كمحاولة لإستعادة سيطرتها على البسنة، فقد عقد كولين مجلسا لقادة الكنائس المحليين ليتخلى عما أسماه بالبدع واعتناق الكاثوليكية سنة 1203. وعلى الرغم من هذا فلا تزال الطموحات الهنغارية على البسنة قوية حتى بعد وفاة كولين سنة 1204 بفترة طويلة، لكنها توقفت بعد محاولة فاشلة لاحتلالها سنة 1254.
وبعد ذلك اتسم تاريخ البسنة وحتى أوائل القرن الرابع عشر بالصراع على السلطة بين عائلتين ملكيتين. وقد انتهى ذلك النزاع عندما أصبح ستيفن الثاني بان للبوسنة سنة 1322، وقد استولى على أراض كثيرة ولم يمت حتى كانت البسنة قد تمددت وأخذت مناطق من دلماشيا شمال البسنة وغربها. وقد تبعه بالحكم ابن أخيه تفيرتكو الأول الذي لم يستطع أن يسيطر على كامل البلاد سنة 1367 إلا بعد صراع طويل داخل الأسرة المالكة ومع الأمراء والنبلاء، وقد نصب نفسه باسم الملك ستيفن تفرتكو الأول ملك راسكا والبسنة ودلماشيا وكرواتيا وساحل البحر.
وبعد وفاة تفيرتكو الأول سنة 1391 تراجعت البسنة وبدأ الضعف يدب بها، وفي المقابل بدأت الدولة العثمانية بالصعود واستولت على أراض في أوروبا وإن كانت تمثل تهديدا خطيرا على البلقان بداية من النصف الأول للقرن الخامس عشر. حتى تم الاستيلاء على البسنة في 1463 م وتبعتها الهرسك في 1482 م.

### البسنة في فترة الحكم العثماني
اتسمت الفتوحات العثمانية للبوسنة والهرسك بظهور عهد جديد في تاريخ تلك الدولة وحدوث تغييرات جذرية في الوضع السياسي والمشهد الثقافي في المنطقة. مع أن العثمانيين أنهوا تلك المملكة وقضوا على الكثير من الأمراء، إلا أنهم سمحوا للبوسنة بالحفاظ على هويتها عن طريق إدراجها كمقاطعة لا تتجزأ من الإمبراطورية العثمانية مع البقاء على اسمها التاريخي وسلامة أراضيها — وهي حالة فريدة من بين دول البلقان التي خضعت لهم.
تمكن العثمانيون من إدخال عدد من التغييرات في الإدارة الاجتماعية والسياسية في سنجق (لاحقا سميت ولاية) البسنة؛ من ضمنها نظام تملك الأراضي الجديدة، وإعادة تنظيم الوحدات الإدارية، وأدخلوا أيضا نظاما معقدا من التمايز الاجتماعي حسب الانتماء الطبقي والديني.
وكان تأثير القرون الأربع من حكم العثمانيين بالغ الأثر على تركيبة سكان البسنة، والتي تغيرت مرات عدة نتيجة للفتوحات الجديدة للدولة العثمانية وحروبها المتكررة مع قوى أوروبية والهجرات والأوبئة. فالطائفة المسلمة ذات الأصول السلافية أضحت بالنهاية من أكبر الطوائف العرقية والدينية، وذلك نتيجة للارتفاع التدريجي في عدد الذين دخلو الإسلام.
وخلال أواخر القرن الخامس عشر أتت أعداد كبيرة من يهود سفارديون بعد طردهم من إسبانيا. كما شهدت الطوائف المسيحية البسنية تغييرات كبيرة. فالبسنيون الفرانسيسكان (السكان الكاثوليك بشكل عام) كانوا تحت حماية فرمان رسمي من الباب العالي. وطائفة الأرثوذكس في البسنة - وكانت متقوقعة في الهرسك ودرينا - فقد انتشروا في جميع أنحاء البلاد خلال تلك الحقبة وشهدوا بعض الازدهار حتى القرن التاسع عشر. وفي تلك الفترة اختفت الكنيسة البسنية المنشقة تمامًا.
عندما نمت الدولة العثمانية وتوسعت داخل أوروبا الوسطى، خفف ذلك من الضغط على البسنة كولاية حدودية، وشهدت نموا وازدهارا لفترات طويلة. وظهرت فيها مدن جديدة كسراييفو وموستار التي أضحت من كبريات المراكز التجارية والحضرية في المنطقة. وقد شيد العديد من السلاطين والحكام المحليين الكثير من الأبنية المهمة من العمارة البسنية داخل تلك المدن (مثل جسر ستاري موست ومسجد غازی خسرو بیگ). بالإضافة إلى أن العديد من البسنيين لعبوا أدوارا مؤثرة في الثقافة العثمانية وتاريخها السياسي خلال تلك الحقبة. فالجنود البسنيين شكلوا جزءا كبيرا في التشكيلات العسكرية العثمانية في معركتي موهاج وكربافا، وكان لهما فيها نصر عسكري مؤزر، في حين أن العديد منهم ارتقوا في المراتب العسكرية ونالوا مناصب عليا في الدولة العثمانية كقواد الأساطيل وأمراء جيوش ووزراء. والكثير منهم كان لهم تأثير على الثقافة العثمانية، كالصوفية والعلماء والشعراء بلغات تركية وعربية وفارسية.
لكن مع أواخر القرن السابع عشر بدأت المشاكل تحاصر الجيوش العثمانية، وظهرت نتائج الحروب العثمانية الكبرى في معاهدة كارلوفيتز سنة 1699 والتي قلصت الحدود العثمانية وصار سنجق البسنة مقاطعة على الحدود الغربية للدولة. ثم شهدت المئة سنة التالية المزيد من الهزائم العسكرية، وتفشي الطاعون واندلاع الثورات داخل البسنة. فمحاولات الباب العالي لتحديث الدولة وتطويرها قوبل بعداء شديد في البسنة، حيث وقفت الأسر الاستقراطية في المنطقة حائلا دون حدوث الإصلاحات المقترحة خوفا من فقدان امتيازاتهم. وقد تراكمت هذه مع خيبة الأمل من التنازلات السياسية التي أعطيت للدويلات المسيحية الناشئة في شرق البلاد، وتوجت بالتمرد الشهير (وإن فشل في نهاية المطاف) الذي قاده حسين كراداسفيتش سنة 1831. ولم تمض سنة 1850 حتى تم إخماد باقي الثورات الأخرى، ولكن الوضع استمر في التدهور. فاندلعت اضطرابات المزارعين التي أشعلت ثورة الهرسكيين، وهي انتفاضة واسعة النطاق للفلاحين سنة 1875. وسرعان ماتطور هذا النزاع لتدخل به العديد من دول البلقان والقوى العظمى، مما أجبر العثمانيين في نهاية المطاف بالتنازل عن إدارة البلد إلى النمساوية المجرية عن طريق معاهدة برلين سنة 1878.

### تحت حكم الإمبراطورية النمساوية-المجرية

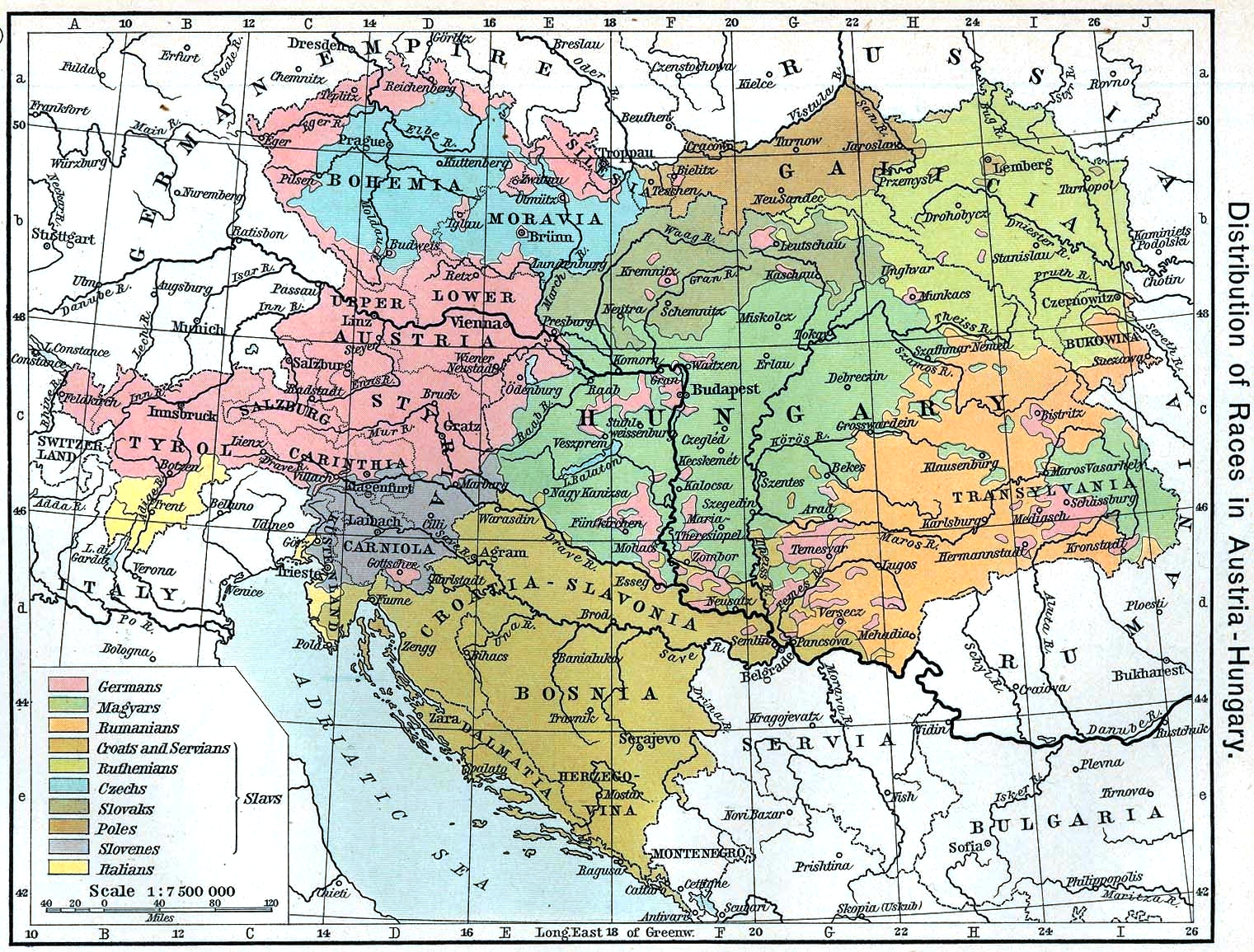
"توزيع الأجناس في النمسا والمجر " من الأطلس التاريخي ل ويليام ر. شيفرد 1911.

على الرغم من أن الحكومة النمساوية-الهنغارية تفاهمت وبسرعة مع البسنيين، لكن التوترات في مناطق معينة من البلاد (وخاصة الهرسك) لا تزال موجودة، وقد حدثت هجرة جماعية لغالبية المنشقين السلاف. ومع هذا فالبلاد وصلت إلى حالة من الاستقرار النسبي وباشرت السلطات النمساوية الهنغارية إلى إجراء عدد من الإصلاحات الاجتماعية والإدارية التي تهدف من جعل البسنة والهرسك «مستعمرة نموذجية». وقد كان الهدف من إنشاء هذه المقاطعة باعتبارها نموذج سياسي مستقر من شأنه أن يساعد في وقف زيادة النعرة القومية السلافية الجنوبية. وقد فعلت حكومة هابسبورج الكثير لتدوين القوانين، ولإدخال ممارسات سياسية جديدة، وذلك لتحديث البلد. وبنت الإمبراطورية النمساوية الهنغارية ثلاثة كنائس كاثوليكية في سراييفو، وهذه الكنائس الثلاث هي من بين 20 كنيسة كاثوليكية في البسنة. وعلى الرغم من هذا النجاح الاقتصادي، والسياسة النمساوية الهنغارية التي كانت تركز بالدعوة إلى المثل العليا للتعددية وبناء أمة بوسنية متعددة الطوائف (رغب بها المسلمون وإلى حد كبير) لكنها فشلت في كبح جماح المد المتصاعد للقومية. وانتشر بالفعل مفهوم القومية الكرواتية والصربية بين مجتمعات الكاثوليك والأرثوذكس في البسنة والهرسك من كرواتيا وصربيا المجاورتين منذ منتصف القرن التاسع عشر. وكانت متجذرة بقوة للسماح بقبول بشكل واسع لفكرة موازية للأمة البسنية. في النصف الأخير من العقد الثاني 1910، كانت القومية عاملا لا يتجزأ من الحياة السياسية البسنية، والأحزاب القومية منسجمة مع مجموعاتها العرقية الثلاث للهيمنة على الانتخابات.
وخلال تلك الفترة راجت بالمنطقة فكرة إقامة دولة موحدة للدول السلافية الجنوية في الفكر السياسي بما في ذلك البسنة والهرسك، وكان لقرار الإمبراطورية النمساوية المجرية ضم إقليم البسنة والهرسك لها رسميا في 1908 بالغ الأثر في زيادة هذا الشعور لدى هؤلاء القوميين، عارضت روسيا ضم البسنة والهرسك لكن في نهاية المطاف أقرت روسيا السيادة النمساوية على البسنة مقابل وعود من النمسا أنها ستعترف بحقوق روسيا في مضيق الدردنيل العثماني لكن على عكس روسيا لم تحافظ النمسا-المجر على التزاماتها في المفاوضات ولم يفعلوا شيئا لتشجيع حقوق روسيا في المضائق. فيما بعد وقعت مملكة صربيا ومملكة بلغاريا بتأثير من روسيا اتفاقية عسكرية للدفاع المشترك ووقعت صربيا اتفاقا مماثلا مع مملكة الجبل الأسود فيما فعلت بلغاريا ذات الأمر مع اليونان، وكان الحلف موجها ضد النمسا-المجر.
وتوجت تلك التوترات السياسية يوم 28 يونيو 1914 عندما قيام ناشط صربي واسمه غافريلو برنسيب باغتيال ولي عهد العرش النمساوي الأرشيدوق فرانز فرديناند في سراييفو، الأمر الذي أشعل شرارة الحرب العالمية الأولى عندما غزت النمسا صربيا لتتدخل روسيا وباقي القوى الأوروبية. على الرغم من أن البسنيين ماتوا في الحروب وهم يخدمون في جيوش الدول المتحاربة، إلا أن جمهورية البسنة والهرسك نفسها استطاعت النأي بنفسها والنجاة من الصراع.

### جمهورية يوغسلافيا الآولى (1918-1941)
انضمت البسنة والهرسك بعد انتهاء الحرب إلى مملكة صربيا وكرواتيا وسلوفنيا (سميت لاحقا بمملكة يوغسلافيا). حيث اتسمت الحياة السياسية في البسنة في ذلك الوقت باتجاهين رئيسيين: اضطرابات اجتماعية واقتصادية خلال إعادة توزيع الثروة الاقتصادية، وتشكيل العديد من الأحزاب السياسية التي كثيرا ما تغير تحالفاتها مع الأطراف الأخرى في يوغسلافيا.
فالصراع الايديولوجي المهيمن على الدولة اليوغسلافية، ما بين الإقليمية الكرواتية والمركزية الصربية، قد اقترب وبشكل مختلف من المجموعات العرقية الرئيسية في البسنة وقد اعتمد على الجو السياسي العام. حتى وإن كان هناك أكثر من ثلاثة ملايين بوسني في يوغسلافيا، حيث تجاوز عدد السلوفينيين وأبناء الجبل الأسود معا، لكن المملكة الجديدة منعت وجود قومية بوسنية بينها.
على الرغم من تقسيم البلد الأولي إلى 33 أوبلاست قد محا وجود الكيانات الجغرافية التقليدية من الخريطة، إلا أن جهود السياسيين البسنيين مثل محمد سباهو للتأكد من أن المحافظات الست المقسمة للبوسنة والهرسك مساويا للسناجق الست من العهد العثماني، وبالتالي يطابق الحدود التقليدية للبلد ككل.
وبطريقة ما فإن تأسيس مملكة يوغسلافيا سنة 1929، مكن من إعادة ترسيم المناطق الإدارية كمحافظات التي تجنبت عمدا جميع الحدود التاريخية والعرقية وإزالة أي أثر لكيان البسنة. فاستمرت التوترات الصربية الكرواتية بشأن هيكلة الدولة اليوغسلافية، مع الاعتبار أن فكرة انفصال قسم البسنة تبقى ضئيلة أو لاأهمية لها. ثم أتت اتفاقية سفاتكوفيتش-ماجاك والتي أنشأ بموجبها إقليم كرواتيا المسمى (Banovina of Croatia) سنة 1939، والذي شجع على تقسيم البسنة بين كرواتيا وصربيا.
ومع ذلك، فخارج الظروف السياسية القسرية تحولت أنظار السياسيين اليوغوسلاف إلى التهديد المتزايد الذي شكله أدولف هتلر ودولته ألمانيا النازية. وقد أتت فترة شهدت محاولات مهادنة، فتوقيع معاهدة الاتفاق الثلاثي وبعدها بيومين حصل الانقلاب في يوغسلافيا، مما حدا بالألمان بغزوها يوم 6 أبريل 1941.

### الحرب العالمية الثانية (1941-45)

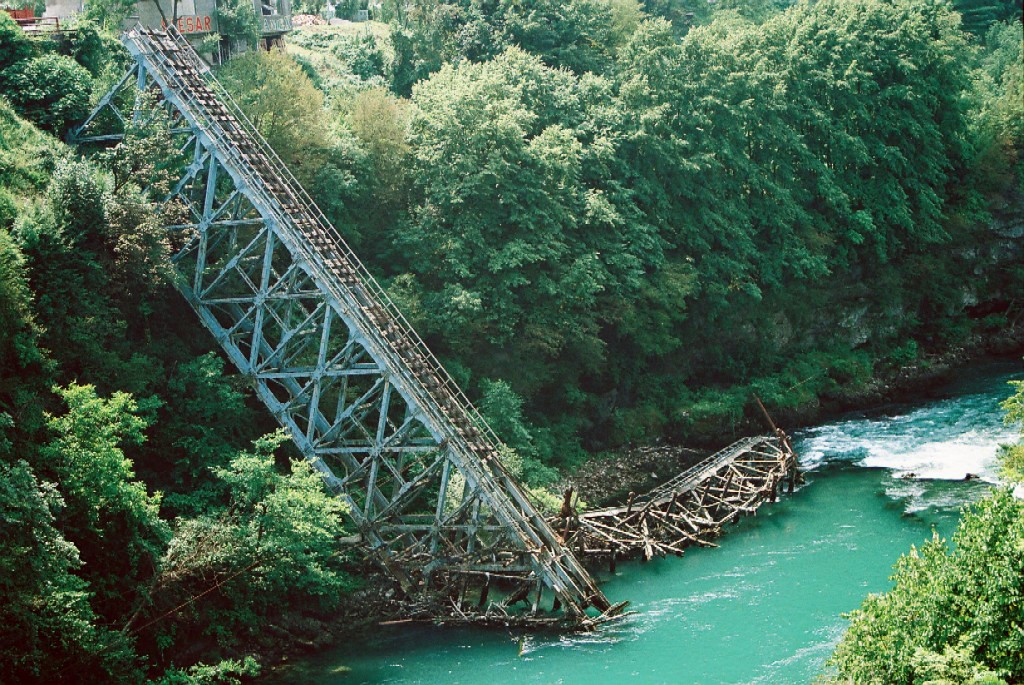
جسر سكة الحديد على نهر نيرتفا، وقد تهدم مرتين خلال معركة نيرتفا

ما إن غزا النازييون مملكة يوغسلافيا خلال الحرب العالمية الثانية حتى ألحقت البسنة إلى جمهورية كرواتيا المستقلة. فشرع قائد الكروات مع قواته بحملة إبادة للصرب واليهود والغجر، والشيوعيون، وأعداد كبيرة من أنصار تيتو وذلك بإنشاء معسكرات اعتقال. مما حدا بالصرب أن يحملوا السلاح وينضموا إلى ميليشيات الجتنيكس (Chetniks) وهي حركات مقاومة تضم الوطنيين وأتباع الملكية وقادت حرب عصابات ضد كل من الفاشيون والشيوعيون البارتسان (Partisans). على الرغم من بداية قتالهم كان ضد النازيين، لكن التعليمات إلى قائد الجتنيكس من الملك المنفي بمحاربة الشيوعيون، فمعظم الجتنيكس هم من الصرب والجبل الأسود، بالرغم من الجيش قد احتوى أيضا بعض السلوفينيون والمسلمين السلاف.
في سنة 1941، أسس جوزيف بروز تيتو حركة مقاومة يوغسلافية شيوعية متعددة الأعراق، وهي البارتسان، وقد حاربت تلك الحركة كلا من قوات المحور والجتنيكس. وفي تاريخ 25 نوفمبر 1943 تكون المجلس الوطني المناهض للفاشية لتحرير يوغسلافيا (AVNOJ) بزعامة تيتو، وعقد المؤتمر التأسيسي الأول في يايسه بوسط البسنة والهرسك حيث كان بمثابة إعادة تأسيس جمهورية ضمن الاتحاد اليوغسلافي بحدودها زمن الهابسبورغ . فنجاحاته العسكرية دفعت الحلفاء بدعم البارتسان، لكن جوزيف بروز تيتو رفض عرضهم واعتمد بدلاً من ذلك على قواته. فجميع الهجمات العسكرية الكبرى لحركة المناهضة للفاشية اليوغسلافية ضد النازيين ومؤيديهم المحليين حصلت في البسنة والهرسك وشعبها تحمل العبئ الأكبر من القتال. وفي النهاية وبعد انتهاء الحرب التي أسفرت عن إنشاء جمهورية يوغسلافيا الاشتراكية الاتحادية، وانشأ الدستور رسميا سنة 1946 جاعلاً من البسنة والهرسك واحدة من ست جمهوريات الأساسية للدولة الجديدة.

### جمهورية يوغسلافيا الاتحادية الاشتراكية (1945-1992)
نظرًا لموقعها الجغرافي المركزي داخل الاتحاد اليوغسلافي، تم اختيار البسنة بعد الحرب كقاعدة لتطوير صناعة الدفاع العسكري. وقد ساهم ذلك في تركز كبير للأسلحة والأفراد العسكريين في البسنة؛ عامل مهم في الحرب التي أعقبت تفكك يوغسلافيا في التسعينيات. ومع ذلك، كان وجود البسنة داخل يوغسلافيا، في جزء كبير منه، دولة مسالمة ومزدهرة للغاية، مع توظيف عالٍ، واقتصاد قوي موجه نحو التصدير والتصدير، ونظام تعليمي جيد والأمن الاجتماعي والطبي لكل مواطن في جنوب البسنة والهرسك. عملت العديد من الشركات الدولية في البسنة - فولكس فاجن (مصنع سيارات في سراييفو، من عام 1972)، وكوكا كولا (من 1975)، السويد (من عام 1967)، مارلبورو، (مصنع تبغ في سراييفو)، وفنادق هوليداي إن. كانت سراييفو هي موقع دورة الألعاب الأولمبية الشتوية لعام 1984.
خلال 1950 و1960 كانت البسنة راكدة سياسية لجمهورية يوغسلافيا. في سبعينات القرن الماضي، نشأت نخبة سياسية بوسنية قوية، مدفوعة جزئياً بقيادة تيتو في حركة عدم الانحياز والبسنيين الذين خدموا في السلك الدبلوماسي اليوغسلافي. أثناء العمل في النظام الاشتراكي، قام سياسيون مثل ديمال بيديتش وبرانكو ميكوليتش وحميديا بوزدراك بتعزيز وحماية سيادة البسنة والهرسك. أثبتت جهودهم أنها أساسية خلال الفترة المضطربة التي أعقبت وفاة تيتو في عام 1980، وتعتبر اليوم بعض الخطوات المبكرة نحو استقلال البسنة. ومع ذلك، لم تفلت الجمهورية من المناخ القومي المتزايد في ذلك الوقت. مع سقوط الشيوعية وبدء تفكك يوغسلافيا، بدأت عقيدة التسامح تفقد قوتها، مما خلق فرصة للعناصر القومية في المجتمع لنشر نفوذها. [بحاجة لمصدر]

### حرب البسنة (1992-1995)
قادت انتخابات 1990 إلى تكوين مجلس برلماني يهيمن عليه ثلاثة أحزاب على أساس عرقي، وقد شكلت تحالفا فضفاضا لطرد الشيوعيين من السلطة. ثم أعلنت كلٌّ من كرواتيا واعقبتها سلوفينيا الاستقلال، فالحرب التي تلت ذلك وضعت البسنة والهرسك والشعوب الثلاثة المكونة لها في موقف حرج. وقد كان هناك انقسام كبير سرعان ما تطور ووضع مسألة ما إذا كان البقاء ضمن الاتحاد اليوغسلافي (ويؤيده الصرب بشكل ساحق) أو طلب الاستقلال (ويؤيده البوشناق والكروات بشكل ساحق). فأعضاء البرلمان الصرب، وخاصة من حزب الصربي الديمقراطي، تركوا البرلمان المركزي في سراييفو وشكلوا برلمانا أسموه المجلس الوطني لصرب البسنة ولهرسك وذلك في 24 أكتوبر 1991، مما أنهى التعاون العرقي الثلاثي الذي حكم البلاد في أعقاب انتخابات 1990، وهذا المجلس انشأ جمهورية صرب البسنة والهرسك يوم 9 يناير 1992، ثم غير الاسم إلى الجمهورية الصربية في أغسطس 1992. وفي 18 نوفمبر 1991 كان فرع البسنة والهرسك للحزب الحاكم في كرواتيا المسمى الاتحاد الديمقراطي الكرواتي (HDZ) أعلن بإنشاء ما يسمى بالمجتمع الكرواتي للبوسنة والهرسك وهو منفصل سياسيا وثقافيا واقتصاديا بكامل أراضيه عن إقليم البسنة والهرسك وله جيش خاص به يسمى بمجلس الدفاع الكرواتي. وهو مالم تعترف به الحكومة البسنية. وأعلنت المحكمة الدستورية البسنية مرتين بأن تلك الجمهورية غير شرعية، بالمرة الأولى بتاريخ 14 سبتمبر 1992 والثانية في 20 يناير 1994.
تم الإعلان عن سيادة البسنة والهرسك في تشرين الأول عام 1991، ثم اعقبها استفتاء على الاستقلال عن يوغسلافيا في فبراير ومارس 1992 وقد قاطعته الغالبية العظمى من الصرب. وكانت نسبة المشاركة في الاستفتاء على الاستقلال 63.4% وقد صوت لصالح الاستقلال 99.7% من الناخبين. وتم إعلان استقلال البسنة والهرسك بعدها بفترة قصيرة. وبعد فترة من التوتر وتصاعد حدته وقيام حوادث عسكرية متفرقة، اندلعت حرب مفتوحة في سراييفو في 6 أبريل.

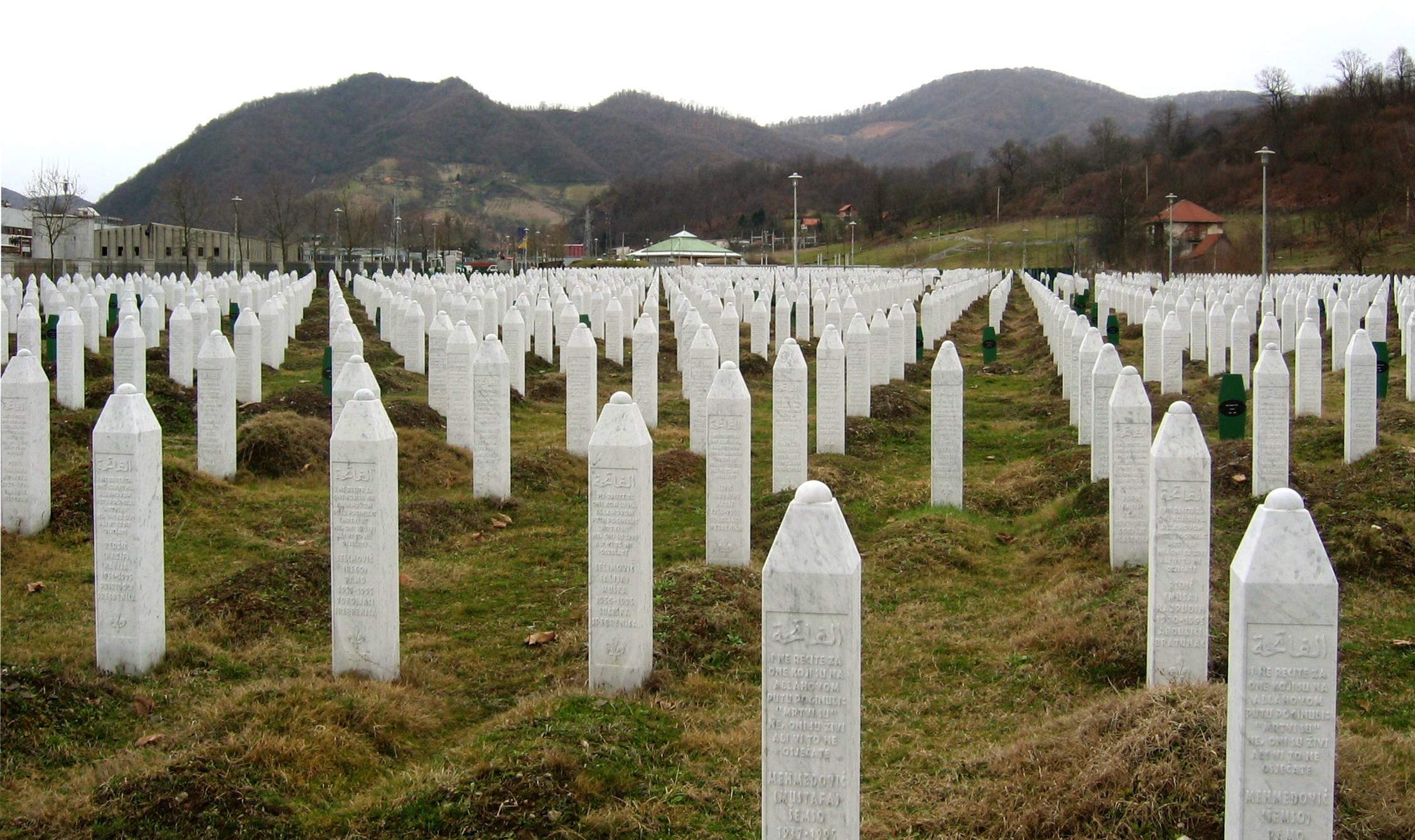
شواهد قبور لضحايا مذبحة سربرنيتشا.

في أوائل مارس 1991 عقدت مباحثات سرية ما بين فرانيو تودجمان وسلوبودان ميلوسيفيتش لتقسيم البسنة بين الصرب والكروات والمعروفة باسم اتفاق كارادورديفو. فبعيد إعلان استقلال جمهورية البسنة والهرسك، هاجم الصرب مناطق عدة من البسنة، مما أثّر على إدارة الدولة في تلك الجمهورية بشكل قوي فتوقف العمل فيها بعد أن فقدت السيطرة على أراضيها. وقد كان الصرب يسعون لاحتلال المناطق ذات الأغلبية الصربية شرق وغرب البسنة، بينما سعى الكروات بزعامة تودجمان إلى ما يسمى بتأمين أجزاء من البسنة والهرسك كمناطق كرواتية. فسياسات كرواتيا تجاه البسنة والهرسك لم تكن واضحة وشفافة، فقد سعت إلى تطبيق هدف تودجمان المتمثل في توسيع حدود كرواتيا على حساب البسنة. فأضحى المسلمون البوشناق هدفا سهلا، وهم المجموعة العرقية الوحيدة الموالية للحكومة البسنية، وذلك لأن قوات الحكومة البسنية كانت سيئة التجهيز وغير مهيئة للحرب.
بعد الاعتراف الدولي بالبسنة والهرسك ازدادت الضغوط الدبلوماسية لسحب الجيش الشعبي اليوغسلافي من مناطق البسنة، وهو ما تم فعله بشكل رسمي، لكن بالواقع فإن أعضاء الجيش من الصرب البسنيون غيّروا شاراتهم العسكرية، وشكلوا ما يسمى جيش جمهورية صرب البسنة واستمروا في الحرب، مستحوذين على مخزونات الجيش اليوغسلافي الموجودة في الأراضي البسنية، وتلقّوا الدعم من المتطوعين وقوات شبه عسكرية من صربيا، واستمر الدعم اللوجستي والمالي من جمهورية يوغسلافيا الاتحادية، وقد كان نية جيش صرب البسنة في هجومهم سنة 1992 هو الاستحواذ والسيطرة على أكبر قدر ممكن من الأراضي.
في البداية هاجمت القوات الصربية التجمعات المدنية لغير الصرب في شرق البسنة. فما أن وقعت تلك القرى والبلدات في أيديهم، حتى بدأت تلك القوات مع الشرطة والمليشيات شبه العسكرية وأحيانا بمساعدة أهالي القرى الصرب في تنفيذ خطة محددة: نهب وإحراق منازل وممتلكات البوشناق بصورة منهجية، وتجميع المدنيين من مسلمي البسنة أو القبض عليهم، وقد يتعرضون للضرب المبرح أو قتل جراء تلك العمليات. وقد تم تهجير ما يقارب 2.2 مليون بوسني عن أراضيهم (من الطوائف الثلاث). فاحتُجِز الكثير من الرجال في مخيمات. أما النساء فكان يُحتَفظ بهن في مراكز اعتقال متعددة حيث يعشن في ظروف قاسية وغير صحية، ويتعرضن لأسوأ المعاملات بما فيها الاعتداءات الجنسية المتكررة. فقد يأتي الجنود الصرب أو رجال الشرطة إلى مراكز الاعتقال تلك، فينتقون من النساء ما يشاءون لقضاء وطرهم واغتصابهن.
ثم بعد ذلك اتجهت الأنظار صوب نوفي ترافنيك وغورني فاكوف سنة 1992 حيث محاولات مجلس الدفاع الكرواتي لزيادة قوته. وفي 18 يونيو 1992 استلم الدفاع البسني لمنطقة نوفي ترافنيك إنذار نهائي من الكروات والذي تضمن قائمة مطالب لإلغاء مؤسسات البسنة والهرسك الموجودة بها، وبسط سلطة الكروات في البسنة والهرسك والتعهد بالولاء لها، وإخضاع الدفاع عن تلك المنطقة لمجلس الدفاع الكرواتي وطرد اللاجئين المسلمين، كل ذلك يكون خلال 24 ساعة. فبدأ الهجوم يوم 19 يونيو، فتعرضت مدرسة ابتدائية ومكتب بريد للهجوم والتدمير. أما غورني فاكوف فتعرضت للهجوم يوم 20 يونيو 92، ولكن الهجوم تم إحباطه. أدى اتفاق غراتس إلى التسبب بالانقسام العميق داخل المجتمع الكرواتي وعززت المجموعة الانفصالية التي قادت الصراع مع البوشناق. وقد قُتل أحد الزعماء الكروات المؤيدين للإتحاد وهو بلاز كراليوفيتش (أحد زعماء مجموعات قوة الدفاع الكرواتية) على يد جنود مجلس الدفاع الكرواتي في أغسطس 92، مما زاد من الضعف الشديد في فريق المعتدلين الذين يأملون في الحفاظ على التحالف الكرواتي البسني حيا. فازداد الوضع خطورة في أكتوبر 1992 عندما هاجمت قوة كرواتية تجمعا للبوشناق في بروزور. وحسب لوائح الإتهام ضد أحد زعماء الكروات وهو جادرانكو بريليتش، فإن مجلس الدفاع الكرواتي قد قام بعملية تطهير عرقي للمسلمين من قرية بروزور والقرى المحيطة بها. وفي نفس الوقت فإن الكروات في بلدات كونياك وبوجونيا قد تم ترحليهم قسريا من منازلهم. وفي ذلك فقد انتهى التحالف الكرواتي البوشناقي وتم ترحيل الأقليات من مناطق الأغلبية العرقية الأخرى.
عند اندلاع النزاع المسلح بين الحكومة التي يغلب عليها البسنيون في سراييفو وجمهورية كروات البسنة، كان حوالي 70% من أراضي البسنة تحت سيطرة جمهورية صرب البسنة. فالانتهاكات التي ترتكب ضد السكان من غير الصرب من تطهير عرقي وضياع الحقوق المدنية كانت متفشية في تلك المناطق. واستخدمت فرق البحث عن الحمض النووي لجمع أدلة عن الفظائع التي ارتكبتها القوات الصربية خلال هذه الحملات. أحد أبرز الأمثلة على مذبحة سربرنيتشا، سيطرت الإبادة الجماعية على جلسات المحكمة الجنائية الدولية ليوغسلافيا السابقة. فقد قُتِل حوالي 200,000 بوسني مسلم بواسطة السلطات الصربية السياسية. في مارس 1994 تم التوقيع على اتفاقات واشنطن بين قادة الحكومة الجمهورية البسنة والهرسك وأدى إلى إنشاء اتحاد البسنة والهرسك المشتركة بين مسلمي البوشناق والكروات، التي استردّت أراضي جمهورية كروات البسنة من قبل جيش جمهورية البسنة والهرسك. هذا الاتحاد حرر بعد ذلك مقاطعة غرب البسنة ذاتية الحكم الصغيرة.
بعد حدوث مذبحة سربرنيتشا بدأت الحملة الجوية للناتو ضد جيش جمهورية صرب البسنة في أغسطس 1995، ورافقها هجوم بري للقوات المتحالفة من الكروات والبسنيين التي أُنشئت بعد معاهدة منفردة ما بين تودجمان وبيغوفيتش لطرد القوات الصربية من المناطق التي تم أخذها في غرب البسنة والتي مهّدت السبيل إلى المفاوضات .
وفي ديسمبر تم التوقيع على اتفاقية دايتون في مدينة دايتون بين رؤساء كل من البسنة والهرسك علي عزت بيغوفيتش والكرواتي فرانيو تودجمان والصربي سلوبودان ميلوسيفيتش لوقف الحرب والبدء بإنشاء الهيكل الأساسي للدولة الحالية. رقم الضحايا المتعرف عليهم يصل حاليا إلى 97,207، والفحوصات الحالية لتقدير العدد الإجمالي للقتلى يقل عن 110,000 قتيل ما بين مدني وعسكري، وتم تهجير حوالي 1.8 شخص عن مناطقهم. وقد تم إعلان هذا من قبل اللجنة الدولية لشؤون المفقودين. وفقا للأحكام العديدة التي أصدرتها محكمة الجنائية الدولية ليوغسلافيا السابقة في النزاع الحاصل بين البسنة وجمهورية يوغسلافيا الإتحادية (والمسماة لاحقا بصربيا والجبل الأسود) وأيضا كرواتيا.
اتهمت الحكومة البسنية صربيا في محكمة العدل الدولية باشتراكها في جريمة الإبادة الجماعية للبوسنة خلال الحرب. فقرار محكمة العدل الدولية جاء على نحو فعال بتحديد بأن طبيعة الحرب هي دولية، بالرغم من تبرئة صربيا من المسؤولية المباشرة عن الإبادة الجماعية التي ارتكبتها القوات الصربية في جمهورية صرب البسنة. إلا أن المحكمة خلصت بأن صربيا فشلت في منع الإبادة الجماعية التي ارتكبتها القوات الصربية وفشلت في معاقبة أولئك الذين نفذوا الإبادة الجماعية، وخاصة القائد راتكو ملاديتش ومن ثم تقديمهم إلى العدالة.
وقررت المحكمة بأن معايير الإبادة الجماعية مع النية المبيتة لقتل المسلمين البسنيين قد وجدت فقط في سربرنيتشا أو في شرق البسنة سنة 1995. وخلصت المحكمة بأن الجرائم التي اقترفت خلال حرب 1992-1995 قد ترقى إلى جرائم ضد الإنسانية حسب القانون الدولي، ولكن تلك الأفعال بذاتها لم تكن إبادة جماعية.
وكذلك قررت المحكمة بعد إعلان الجبل الأسود الاستقلال في مايو 2006 بأن صربيا أضحت الطرف الوحيد من المدعى عليها في هذه القضية، ولكن «أية مسؤولية عن أحداث ماضية لها علاقة في ذلك الوقت ستتحملها الدولة المكونة من صربيا والجبل الأسود».

#### القتلى
| اجمالي 97,214          | بوشناق | 64,341 | 66.2% |
| اجمالي 97,214          | صرب    | 24,726 | 25.4% |
| اجمالي 97,214          | كروات  | 7,602  | 7.8%  |
| اجمالي 97,214          | آخرون  | 547    | 0.5%  |
| اجمالي المدنيين 39,685 | بوشناق | 33,071 | 83.3% |
| اجمالي المدنيين 39,685 | صرب    | 4,075  | 10.2% |
| اجمالي المدنيين 39,685 | كروات  | 2,163  | 5.4%  |
| اجمالي المدنيين 39,685 | آخرون  | 376    | 0.9%  |
| إجمالي الجنود 57,529   | بوشناق | 31,270 | 54.4% |
| إجمالي الجنود 57,529   | صرب    | 20,649 | 35.9% |
| إجمالي الجنود 57,529   | كروات  | 5,439  | 9.5%  |
| إجمالي الجنود 57,529   | آخرون  | 171    | 0.3%  |

في يونيو 2007، نشر مركز البحوث والتوثيق في سراييفو بحثًا موسعًا حول وفيات الحرب البسنية، يُطلق عليه أيضًا «كتاب الموتى البسنيين» وهي قاعدة بيانات كشفت في البداية عن 97207 اسمًا على الأقل من مواطني البسنة والهرسك أكدوا أنهم قتلوا أو فقدوا خلال حرب 1992-1995. ووصف رئيس الوحدة الديمغرافية لمحكمة جرائم الحرب التابعة للأمم المتحدة، إيوا تابو، بأنها «أكبر قاعدة بيانات موجودة حول ضحايا الحرب البسنيين» وتعتبر أكبر حساب موثوق للخسائر البشرية في الحرب البسنية. تم جمع أكثر من 240 ألف قطعة من البيانات وفحصها ومقارنتها وتقييمها من قبل فريق دولي من الخبراء من أجل إنتاج قائمة 2007 بأسماء 97,207 من الضحايا.
وذكرت أرقام المركز الإقليمي لعام 2007 أن هذه أرقام مؤكدة وأن عدة آلاف من الحالات لا تزال قيد الدراسة. يُعتقد أن جميع أرقام الطابق الأرضي حساب أقل قليلاً حيث تعتمد منهجيتها على أن أحد أفراد الأسرة قد نجا لإبلاغ قريبه المفقود، على الرغم من أنه لا يُعتقد أن هذا العدد أقل أهمية إحصائيًا. وأكدت 30 في المائة على الأقل من الضحايا المدنيين البسنيين المؤكدين عام 2007 أنهم من النساء والأطفال.
نشر مركز الأبحاث والتطوير تحديثات دورية لأرقامه حتى يونيو 2012، عندما نشر تقريره النهائي. سجلت أرقام عام 2012 ما مجموعه 101,040 قتيلًا أو مختفيًا، منهم 61.4 في المائة من البوشناق، و24.7 في المائة من الصرب، و8.3 في المائة من الكروات، وأقل من 1 في المائة من الأعراق الأخرى، مع 5 في المائة أخرى من أصلهم العرقي.
بلغ عدد الوفيات بين المدنيين 38239، والتي تمثل 37.9 في المائة من إجمالي الوفيات. وشكل البسنيون 81.3 في المائة من القتلى المدنيين، مقارنة بالصرب 10.9 في المائة والكروات 6.5 في المائة. علاوة على ذلك، فإن نسبة الضحايا المدنيين هي الحد الأدنى المطلق لأن وضع 5100 ضحية لم يتم إثباته ولأن الأقارب قد سجلوا أحبائهم القتلى كضحايا عسكريين من أجل الحصول على إعانات مالية من المحاربين القدامى أو لأسباب «الشرف».
طبقت كل من جمهورية الكونغو الديمقراطية والوحدة الديمغرافية للمحكمة الجنائية الدولية ليوغسلافيا السابقة تقنيات إحصائية لتحديد الازدواجية المحتملة الناجمة عن تسجيل ضحية معينة في قوائم أولية متعددة، ثم يتم فحص الوثائق الأصلية يدويًا لتقييم الازدواجية.
توجد حوالي 30 فئة من المعلومات في قاعدة البيانات لكل سجل فردي، بما في ذلك المعلومات الشخصية الأساسية ومكان وتاريخ الوفاة، وفي حالة الجنود، الوحدة العسكرية التي ينتمي إليها الفرد. وقد سمح هذا لقاعدة البيانات بتقديم حالات الوفاة حسب الجنس، والوحدة العسكرية، وسنة الموت والمنطقة، بالإضافة إلى العرق و «الوضع في الحرب» (مدني أو جندي). الفئة المقصودة لوصف التشكيل العسكري الذي تسبب في وفاة كل ضحية كانت الأكثر اكتمالاً واعتبرت غير صالحة للاستعمال.

### الاحتجاجات 2014
في 4 فبراير 2014، بدأت الاحتجاجات ضد حكومة اتحاد البسنة والهرسك، وهي إحدى الكيانين في البلد، التي أطلق عليها اسم الربيع البسني، وهو الاسم الذي أُخذ من الربيع العربي، في بلدة توزلا الشمالية. وقد تم إضفاء الطابع الشخصي على العمال من عدة مصانع تم خصخصتها وأصبحوا الآن مفلسين متحدين للمطالبة باتخاذ إجراءات بشأن الوظائف والرواتب والمعاشات غير المدفوعة. وانتشرت الاحتجاجات قريبا إلى بقية الاتحاد، وأبلغ عن وقوع اشتباكات عنيفة في حوالي 20 بلدة، كان أكبرها سراييفو وزينيتشا وموستار وبيهاتش وبريكو وتوزلا. وذكرت وسائل الاعلام البسنية أن مئات الأشخاص أُصيبوا بجروح خلال الاحتجاجات، من بينهم عشرات من ضباط الشرطة الذين تعرضوا لأعمال عنف في سراييفو وفي مدينة توزلا الشمالية في موستار في الجنوب وفي زينيتشا بوسط البسنة. نفس المستوى من الاضطرابات أو النشاط لم يحدث في جمهورية صربسكا، ولكن مئات من الناس تجمعوا أيضا لدعم الاحتجاجات في بلدة بانيا لوكا ضد حكومتها المنفصلة.
كانت الاحتجاجات أكبر انتشار غضب عام على البطالة العالية وعقدين من الجمود السياسي في البلاد منذ نهاية الحرب البسنية في عام 1995.

## الجغرافيا
وتقع البسنة في غرب البلقان، على الحدود مع كرواتيا (932 كم أو 579 ميل) إلى الشمال والغرب، وصربيا (302 كم أو 188 ميل) إلى الشرق، والجبل الأسود (225 كم أو 140 ميل) إلى الجنوب الشرقي. ولها خط ساحلي يبلغ طوله حوالي 20 كيلومترا (12 ميلا) يحيط بمدينة نيوم. وهو يقع بين خطي عرض 42 ° و 46 ° شمالا وخط الطول 15 ° و 20 ° شرقا.
تحتل المناطق الشمالية التي يبلغ عدد سكانها حوالي أربعة أخماس البلد، بينما تحتل الهرسك البقية في الجزء الجنوبي من البلد. البلد هو في الغالب جبال، تشمل جبال الألب الدينارية المركزية. الأجزاء الشمالية الشرقية تصل إلى سهل بانونيا، في حين أنه في الجنوب يحد الأدرياتيكي. جبال الألب الدينارية عموما تعمل في اتجاه الجنوب الشرقي والشمال الغربي، والحصول على أعلى نحو الجنوب. وأعلى نقطة في البلد هي ذروة ماغليتش التي يبلغ طولها 3886 مترا (828,8 قدما)، على حدود الجبل الأسود. وتشمل الجبال الرئيسية كوزارا، غرميتش، فلاسيتش، Čvrsnica، برينج، رومانيا، جهورينا، بجيلاسنيكا وتريسكافيكا.
وعموما، فإن ما يقرب من 50 في المائة من البسنة والهرسك غابات. وتقع معظم مناطق الغابات في وسط وشرق وغرب أجزاء من البسنة. تتمتع البسنة والهرسك بمناخ البحر الأبيض المتوسط الأكثر جفافا، مع تضاريس الطوبوغرافيا الكارستية السائدة. وتضم البسنة الشمالية (بوسافينا) أرضا زراعية خصبة جدا على طول نهر سافا والمنطقة المقابلة لها مزروعة بكثافة. هذه الأراضي الزراعية هي جزء من سهل بانونيا تمتد إلى كرواتيا وصربيا المجاورة. لا يوجد في البلاد سوى 20 كيلومترا من الساحل، حول بلدة نيوم في كانتون الهرسك - نيريتفا. وعلى الرغم من أن المدينة محاطة بشبه جزيرة كرواتية، فإن القانون الدولي يسمح للبوسنة والهرسك بالمرور إلى البحر الخارجي.
سراييفو هي العاصمة وأكبر مدينة. والمدن الرئيسية الأخرى هي بانيا لوكا في المنطقة الشمالية الغربية المعروفة باسم بوسانسكا كرايينا وبييلينا وتوزلا في شمال شرقى زينيكا ودوبوى في وسط البسنة وموستار وهي أكبر مدينة في الهرسك.
هناك سبعة أنهار رئيسية في البسنة والهرسك:
سافا هو أكبر نهر في البلاد، وتشكل حدودها الطبيعية الشمالية مع كرواتيا. وهو يستنزف 76٪ من أراضي البلاد إلى نهر الدانوب ثم البحر الأسود. وبالتالي فإن البسنة والهرسك عضو أيضا في اللجنة الدولية لحماية نهر الدانوب.
وأونا، وسانا وفرباس هي روافد صحيحة من نهر سافا. وهي تقع في المنطقة الشمالية الغربية من بوسانسكا كرايينا.
أعطى نهر بوسنا اسمه إلى البلاد، وهو أطول نهر يحتوي تماما داخله. وهو يمتد عبر وسط البسنة، من مصدره بالقرب من سراييفو إلى سافا في الشمال.
وتتدفق درينا عبر الجزء الشرقي من البسنة، وتشكل في معظمها حدودا طبيعية مع صربيا.
نهر نيريتفا هو النهر الرئيسي من الهرسك والنهر الرئيسي الوحيد الذي يتدفق جنوبا، في البحر الأدرياتيكي.
فيتوجيو غرافيكالي، البسنة والهرسك ينتمي إلى المملكة الشمالية، وتقاسمها بين المقاطعة الإيليرية في منطقة سيركومبوريال ومقاطعة أدرياتيك في منطقة البحر الأبيض المتوسط. ووفقا للصندوق العالمي للطبيعة، يمكن تقسيم إقليم البسنة والهرسك إلى ثلاثة مناطق بيئية: الغابات المختلطة في بانونيا، والغابات المختلطة للجبال الدينارية والغابات النفضية الإيلييرية.

## الحكومة والسياسة

### النظام السياسي

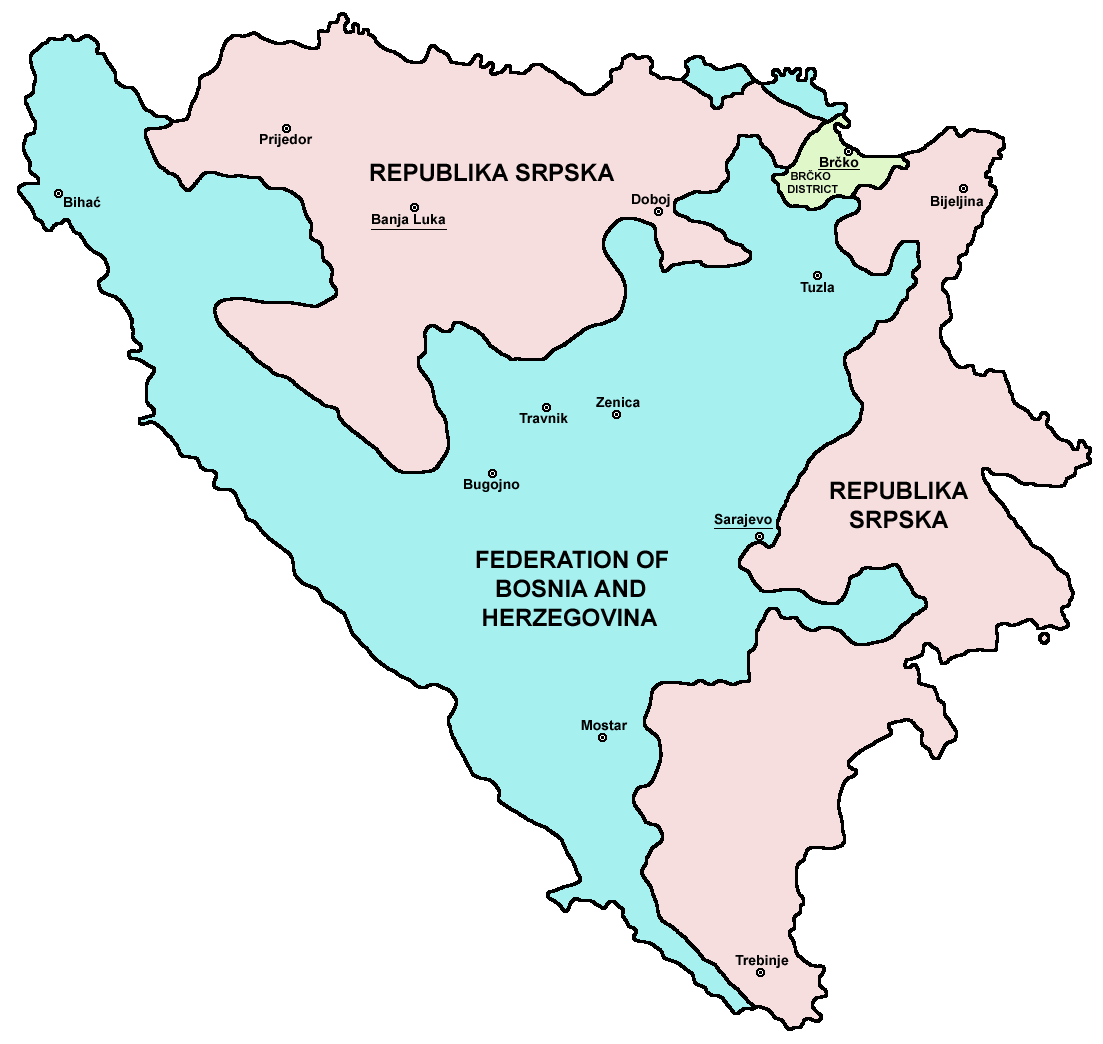
تتكون البسنة والهرسك من اتحاد البسنة والهرسك (FBiH)؛ جمهورية صربسكا (RS)؛ ومنطقة برتشكو (BD).

نتيجة لاتفاقية دايتون، يشرف على تنفيذ السلام المدني الممثل الأعلى للبوسنة والهرسك الذي اختاره مجلس تطبيق السلام. الممثل الأعلى هو أعلى سلطة سياسية في البلاد. يتمتع الممثل الأعلى بالعديد من السلطات الحكومية والتشريعية، بما في ذلك إقالة المسؤولين المنتخبين وغير المنتخبين. ونظرًا للسلطات الواسعة للممثل الأعلى على السياسة البسنية وصلاحيات النقض الأساسية، فقد تمت مقارنة المنصب أيضًا بمنصب نائب الملك.
تجري سياسة البسنة والهرسك في إطار ديمقراطية تمثيلية برلمانية، حيث يمارس مجلس وزراء البسنة والهرسك السلطة التنفيذية. تناط السلطة التشريعية في كل من مجلس الوزراء والجمعية البرلمانية للبوسنة والهرسك. يتم اختيار أعضاء الجمعية البرلمانية وفقًا لنظام التمثيل النسبي.
البسنة والهرسك ديمقراطية ليبرالي، لديها عدة مستويات من الهيكلة السياسية، وفقا لاتفاقيات دايتون. أهم هذه المستويات هو تقسيم البلاد إلى كيانين: جمهورية صربسكا واتحاد البسنة والهرسك. يغطي اتحاد البسنة والهرسك 51٪ من إجمالي مساحة البسنة والهرسك، بينما تغطي جمهورية صربسكا 49٪. تم تأسيس الكيانات، التي تستند إلى حد كبير على الأراضي التي كان يسيطر عليها الطرفان المتحاربان في ذلك الوقت، رسميًا بموجب اتفاق دايتون للسلام في عام 1995 بسبب التغيرات الهائلة في الهيكل العرقي للبوسنة والهرسك. منذ عام 1996، انخفضت قوة الكيانات بالنسبة لحكومة الولاية بشكل ملحوظ. ومع ذلك، لا تزال الكيانات تتمتع بسلطات عديدة لنفسها.
تم إنشاء مقاطعة برتشكو في شمال البلاد في عام 2000، من الأراضي من كلا الكيانين. وهي تنتمي رسميًا إلى كليهما، لكنها لا تخضع لأي منهما، وتعمل بموجب نظام لامركزي للحكم المحلي. لأغراض الانتخابات، يمكن للناخبين في مقاطعة برتشكو اختيار المشاركة في انتخابات الاتحاد أو جمهورية صربسكا. تمت الإشادة بمنطقة برتشكو لأنها حافظت على تعدد الأعراق ومستوى من الرخاء أعلى بكثير من المتوسط الوطني.
يتجلى المستوى الثالث من التقسيم السياسي للبوسنة والهرسك في الكانتونات. وهي فريدة بالنسبة لكيان اتحاد البسنة والهرسك، الذي يتكون من عشرة منهم. لكل منها حكومة كانتونية، خاضعة لقانون الاتحاد ككل. بعض الكانتونات مختلطة عرقيا ولديها قوانين خاصة لضمان المساواة لجميع الناس المكونة.
المستوى الرابع من الانقسام السياسي في البسنة والهرسك هو البلدية. ينقسم اتحاد البسنة والهرسك إلى 74 بلدية، وجمهورية صربسكا إلى 63. وللبلديات أيضًا حكومتها المحلية الخاصة بها، وتستند عادةً إلى أهم مدينة أو مكان في أراضيها. على هذا النحو، لدى العديد من البلديات تقاليد وتاريخ طويل مع حدودها الحالية. ومع ذلك، تم إنشاء البعض الآخر فقط بعد الحرب الأخيرة بعد تقسيم البلديات التقليدية بواسطة خط الحدود بين الكيانات. يتكون كل كانتون في اتحاد البسنة والهرسك من عدة بلديات مقسمة إلى مجتمعات محلية. [بحاجة لمصدر]
إلى جانب الكيانات والكانتونات والبلديات، يوجد في البسنة والهرسك أربع مدن «رسمية». هؤلاء هم: بانيا لوكا، موستار، سراييفو وشرق سراييفو. تتوافق أراضي وحكومة مدينتي بانيا لوكا وموستار مع البلديات التي تحمل الاسم نفسه، بينما تتكون مدينتا سراييفو وشرق سراييفو رسميًا من عدة بلديات. المدن لديها حكومة مدينتها الخاصة التي تكون قوتها بين سلطات البلديات والكانتونات (أو الكيان، في حالة جمهورية صربسكا).
ونتيجة لاتفاقات دايتون، يشرف على تنفيذ السلام المدني الممثل السامي للبوسنة والهرسك الذي اختاره مجلس تنفيذ السلام. يتمتع الممثل السامي بالعديد من السلطات الحكومية والتشريعية، بما في ذلك إقالة المسؤولين المنتخبين وغير المنتخبين. في الآونة الأخيرة، تم إنشاء العديد من المؤسسات المركزية (مثل وزارة الدفاع، ووزارة الأمن، ومحكمة الدولة، وخدمة الضرائب غير المباشرة، وما إلى ذلك) في عملية نقل جزء من الولاية القضائية من الكيانات إلى الدولة. تمثيل حكومة البسنة والهرسك من قبل النخب التي تمثل المجموعات الرئيسية الثلاث في البلاد، ولكل منها حصة مضمونة من السلطة.
يتناوب رئيس هيئة رئاسة البسنة والهرسك بين ثلاثة أعضاء (البوشناق، الصرب، الكروات)، ينتخب كل منهم رئيسًا لمدة ثمانية أشهر خلال فترة عضويتهم البالغة أربع سنوات. وينتخب أعضاء الرئاسة الثلاثة مباشرة من قبل الأشخاص الذين صوت الناخبون في الاتحاد لصالح البسنيين والكروات، وناخبين جمهورية صربسكا لصالح الصرب.
يتم ترشيح رئيس مجلس الوزراء من قبل الرئاسة ويوافق عليه مجلس النواب. عندئذ يكون مسؤولاً عن تعيين وزير الخارجية ووزير التجارة الخارجية وغيرهم حسب الاقتضاء.
الجمعية البرلمانية هي الهيئة التشريعية في البسنة والهرسك. ويتكون من مجلسين: مجلس الشعب ومجلس النواب. ويوجد في مجلس الشعوب 15 مندوبًا يختارهم برلمانات الكيانات، ثلثاهم من الاتحاد (5 كروات و5 بوسنيين) وثلثهم من جمهورية صربسكا (5 صرب). يتكون مجلس النواب من 42 عضوًا ينتخبهم الشعب بموجب شكل من أشكال التمثيل النسبي، ويتم انتخاب الثلثين من الاتحاد والثلث المنتخبين من جمهورية صربسكا. [بحاجة لمصدر]
إن المحكمة الدستورية للبوسنة والهرسك هي الحكم الأعلى والأخير للمسائل القانونية. وتتألف من تسعة أعضاء: يتم اختيار أربعة أعضاء من قبل مجلس نواب الاتحاد، واثنان من قبل جمعية جمهورية صربسكا، وثلاثة من قبل رئيس المحكمة الأوروبية لحقوق الإنسان بعد التشاور مع الرئاسة، ولكن لا يمكن مواطني البسنة. [بحاجة لمصدر]
ومع ذلك، فإن أعلى سلطة سياسية في البلاد هي الممثل السامي في البسنة والهرسك، الرئيس التنفيذي للوجود المدني الدولي في البلاد ويتم اختياره من قبل الاتحاد الأوروبي. منذ عام 1995، تمكن الممثل السامي من تجاوز الجمعية البرلمانية المنتخبة، ومنذ عام 1997 تمكن من عزل المسؤولين المنتخبين. وقد تم انتقاد الأساليب التي اختارها الممثل السامي باعتبارها غير ديمقراطية. ينتهي الإشراف الدولي عندما تعتبر الدولة مستقرة سياسياً وديمقراطياً ومستدامة.

### القوات المسلحة

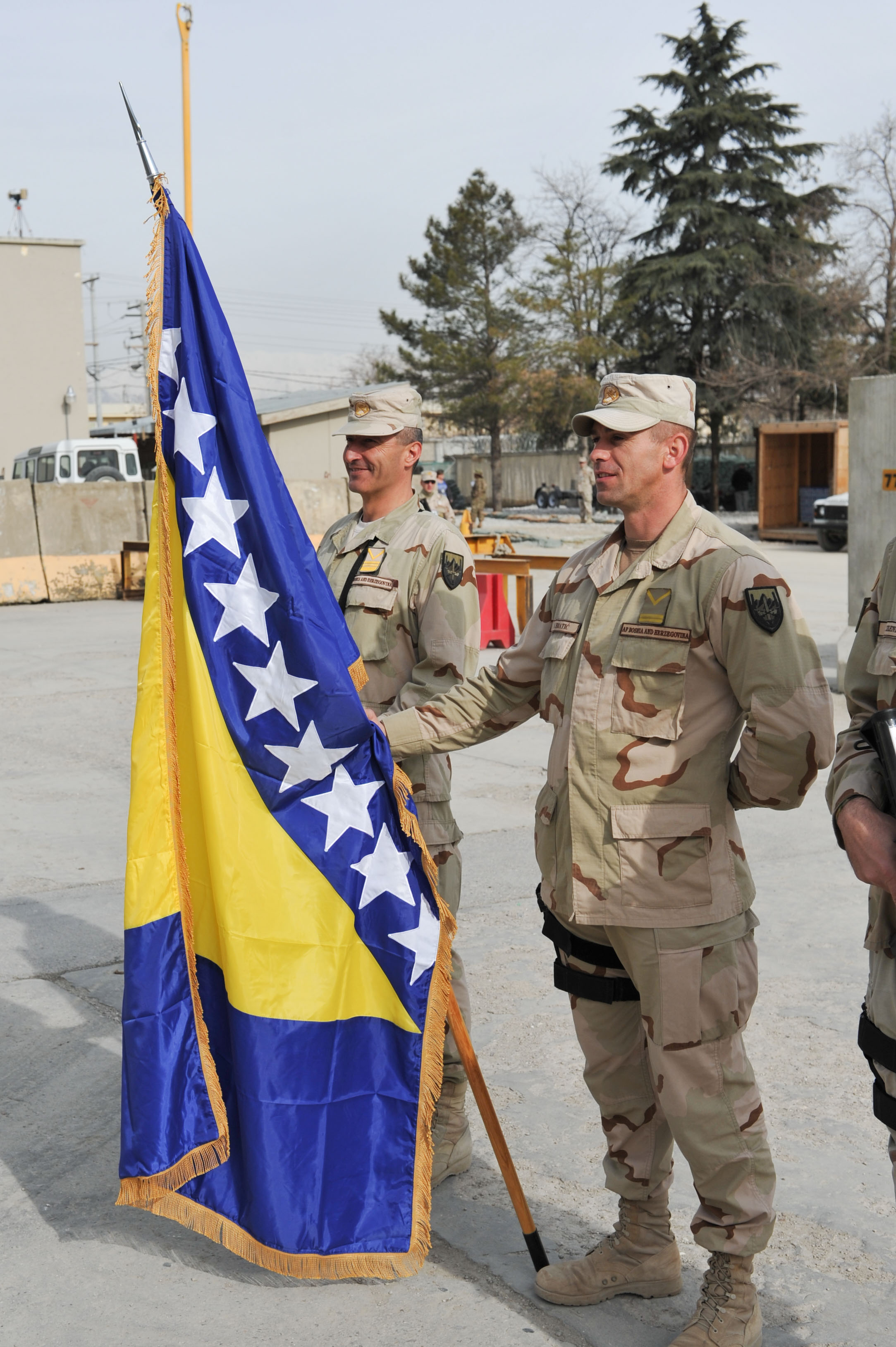
إيساف القوات البسنية ترفع علمها الوطني.

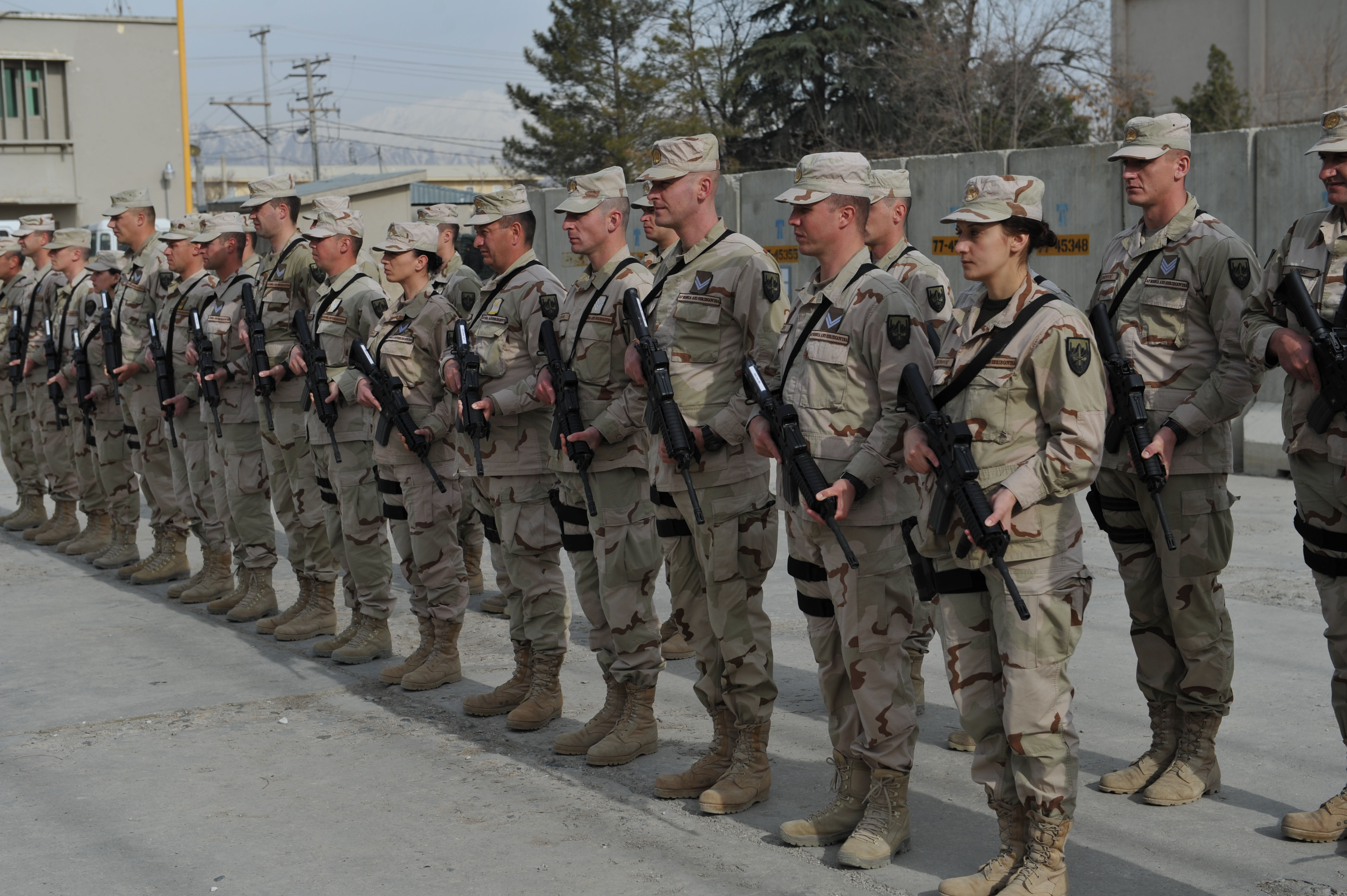
قوات إيساف البسنية تصطف في انتظار المسيرة العامة للملازم أنطو جيليتش.

تم توحيد القوات المسلحة للبوسنة والهرسك (OSBiH) في كيان واحد في عام 2005، مع اندماج جيش اتحاد البسنة والهرسك وجيش جمهورية صربسكا، التي دافعت عن مناطقها. تأسست وزارة الدفاع عام 2004.
يتكون الجيش البسني من القوات البرية البسنية والقوات الجوية والدفاع الجوي. يبلغ عدد القوات البرية 14,725 عاملاً و 7,000 فرد احتياطي. إنهم مسلحون بمزيج من الأسلحة والمركبات والمعدات العسكرية الأمريكية واليوغسلافية والسوفييتية والأوروبية. لدى القوات الجوية وقوات الدفاع الجوي 3000 فرد وحوالي 62 طائرة. تشغل قوات الدفاع الجوي صواريخ منظومات الدفاع الجوي المحمولة، وبطاريات صواريخ أرض - جو، ومدافع مضادة للطائرات، ورادار. وقد تبنى الجيش مؤخراً زي ماربات معاد تشكيله، ويستخدمه الجنود البسنيون الذين يخدمون في القوة الدولية للمساعدة الأمنية في أفغانستان. ويجري الآن تنفيذ برنامج إنتاج محلي لضمان تجهيز وحدات الجيش بالذخيرة الصحيحة.
ابتداءً من عام 2007، قامت وزارة الدفاع في البسنة والهرسك بأول مهمة مساعدة دولية للجيش على الإطلاق، حيث قامت بتجنيد الجيش للعمل مع بعثات السلام التابعة للقوة الدولية للمساعدة الأمنية في أفغانستان والعراق وجمهورية الكونغو الديمقراطية في عام 2007. خمسة ضباط يعملون كضباط/مستشارين، خدم في جمهورية الكونغو الديمقراطية. خدم 45 جنديا، معظمهم يعملون كقاعدة أمن ومساعدين طبيين، في أفغانستان. خدم 85 جنديًا بوسنيًا كقاعدة أمن في العراق، وأحيانًا يقومون بدوريات المشاة هناك أيضًا. وقد أثنت القوات الدولية الخاصة بها وكذلك وزارة الدفاع في البسنة والهرسك على المجموعات الثلاث المنتشرة. لا تزال عمليات المساعدة الدولية جارية.
تم تشكيل لواء الدفاع الجوي والمضادة للطائرات في البسنة والهرسك عندما تم دمج عناصر من جيش اتحاد البسنة والهرسك وقوات جمهورية صربسكا الجوية في عام 2006. وشهدت القوات الجوية تحسينات في السنوات القليلة الماضية مع إضافة أموال لإصلاح الطائرات وتحسين التعاون مع القوات البرية وكذلك لمواطني البلد. تسعى وزارة الدفاع في البسنة والهرسك إلى اقتناء طائرات جديدة بما في ذلك طائرات هليكوبتر وربما حتى مقاتلات.

### العلاقات الخارجية
التكامل ضمن الاتحاد الأوروبي هو أحد أهم الأهداف السياسية للبوسنة والهرسك؛ بدأت عملية الاستقرار والتعاون في عام 2007. عرضت على الدول المشاركة في هذه العملية إمكانية أن تصبح البسنة، بمجرد استيفائها للشروط اللازمة، عضو في الاتحاد الأوروبي. وبالتالي فإن البسنة والهرسك بلد مرشح محتمل للانضمام إلى الاتحاد الأوروبي.
ركز تنفيذ اتفاقات دايتون لعام 1995 على جهود صانعي السياسات في البسنة والهرسك، وكذلك المجتمع الدولي، على تحقيق الاستقرار الإقليمي في البلدان التي نتجة عن يوغسلافيا السابقة [بحاجة لمصدر].
داخل البسنة والهرسك، كانت العلاقات مع جيرانها من كرواتيا وصربيا والجبل الأسود مستقرة إلى حد ما منذ توقيع اتفاق دايتون في عام 1995. في 23 أبريل 2010، تلقت البسنة والهرسك خطة عمل العضوية من الناتو، والتي تعد الخطوة الأخيرة قبل العضوية الكاملة في الحلف. كان من المتوقع الحصول على العضوية الكاملة في عام 2014 أو 2015، اعتمادًا على التقدم المحرز في الإصلاحات. في ديسمبر 2018، وافق الناتو على خطة عمل عضوية البسنة.

## التركيبة السكانية

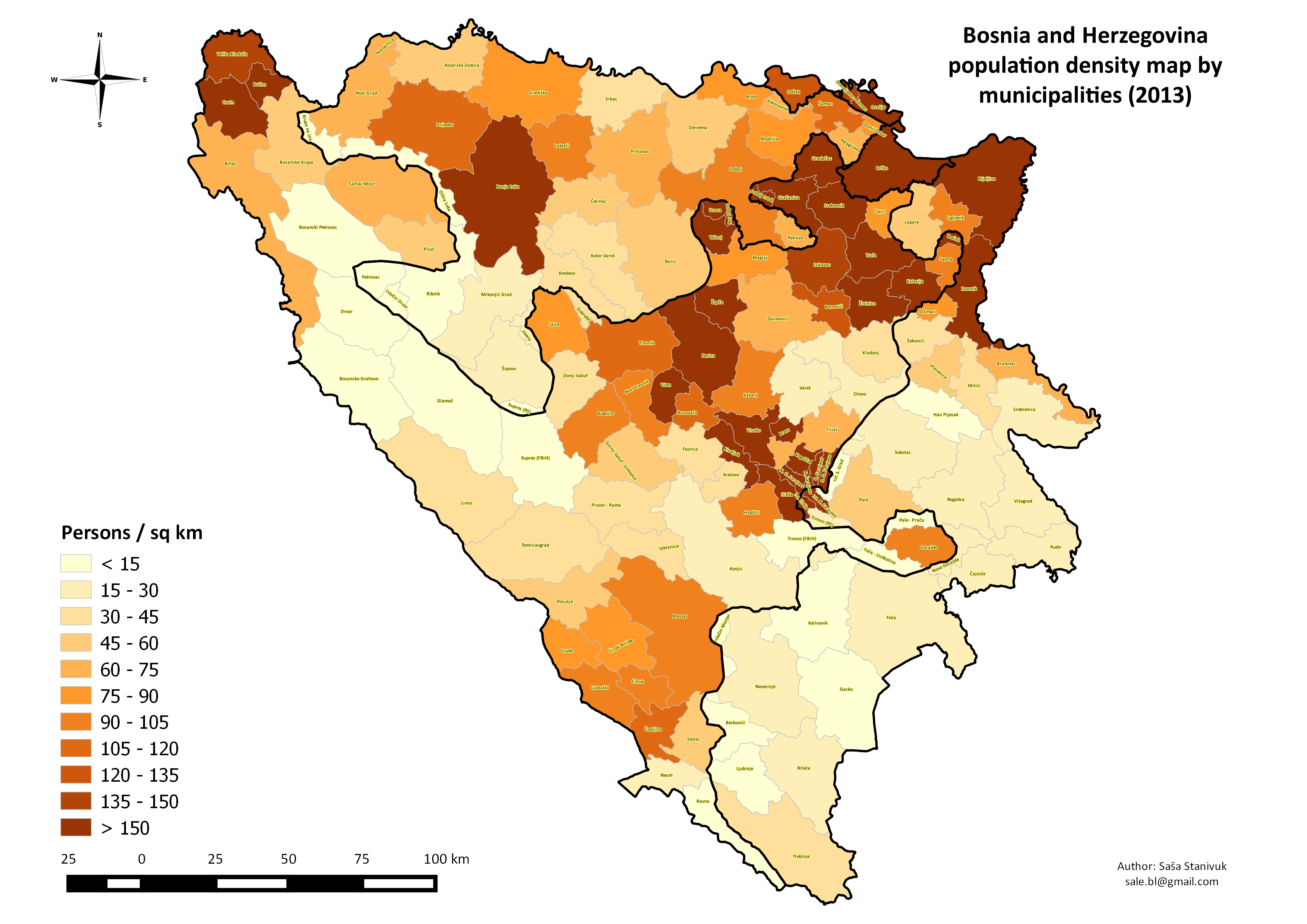
الكثافة السكانية في البسنة والهرسك حسب البلديات، بيانات مبكرة من إحصاء 2013

ووفقاً لإحصاء عام 1991، بلغ عدد سكان البسنة والهرسك 4,369,391 نسمة، في حين أظهر تعداد مجموعة البنك الدولي لعام 1996 انخفاضاً إلى 3,764,425 نسمة. تسببت الهجرات السكانية الكبيرة خلال الحروب اليوغسلافية في التسعينيات في تحولات ديموغرافية في البلاد. بين عامي 1991 و 2013، جعلت الخلافات السياسية من المستحيل تنظيم إحصاء سكاني. تم التخطيط لإجراء إحصاء سكاني لعام 2011،  ثم لعام 2012،  لكنه تأخر حتى أكتوبر 2013. وجد إحصاء عام 2013 أن إجمالي عدد السكان بلغ 3,791,622 شخصًا في 1.16 مليون أسرة. 585,411 شخص أقل من تعداد 1991.

### الجماعات العرقية

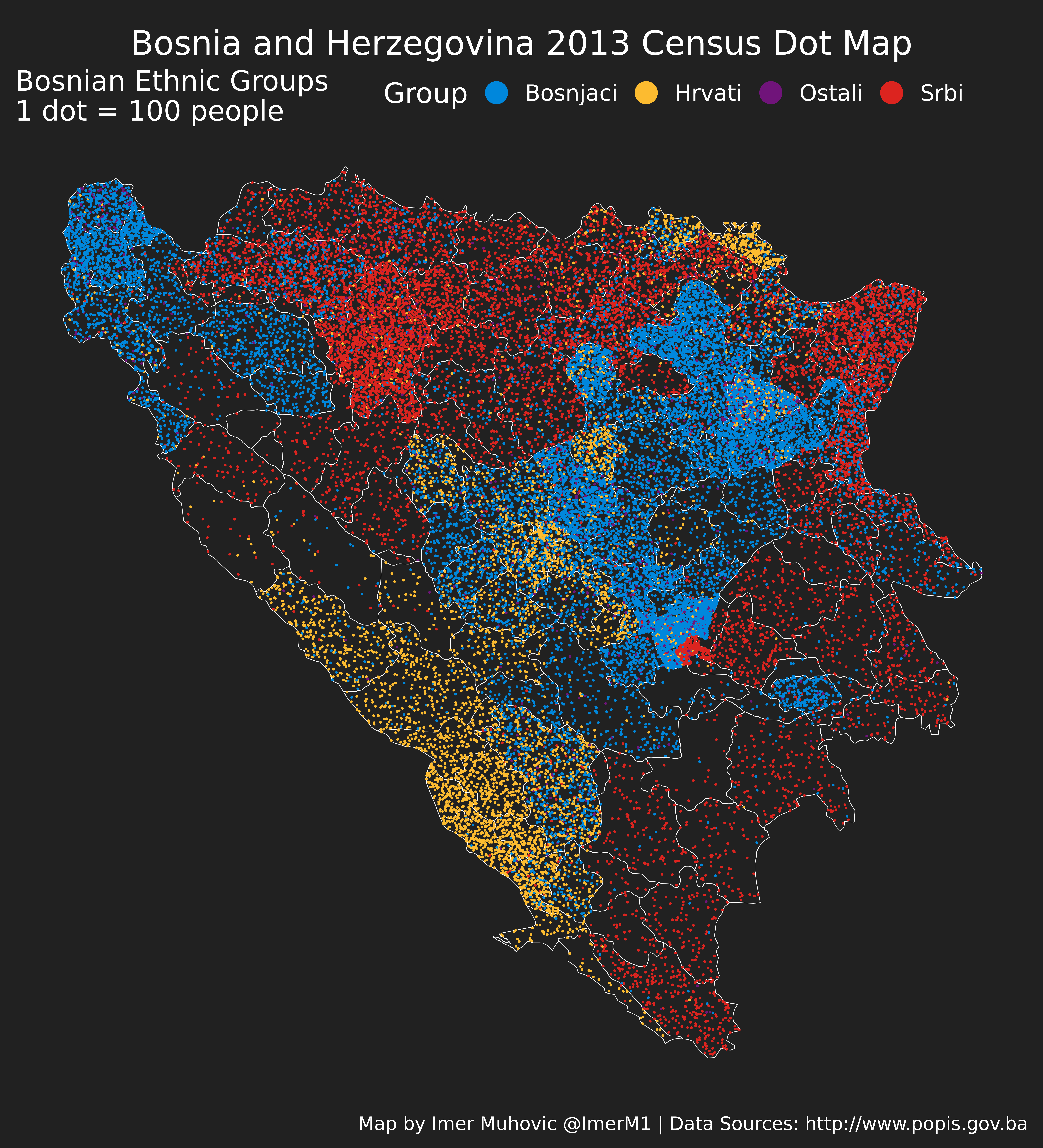
الكثافة السكانية والتوزيع العرقي (بيانات تعداد 2013).

ينتمي أكثر من 96 ٪ من سكان البسنة والهرسك إلى واحدة من الشعوب الثلاث المكونة ذاتيًا: البوشناق والصرب والكروات. يشير مصطلح المكون إلى حقيقة أن هذه المجموعات الإثنية الثلاث مذكورة صراحة في الدستور، وأنه لا يمكن اعتبار أي منها أقلية أو مهاجر. السمة التي يمكن التعرف عليها بسهولة والتي تميز المجموعات العرقية الثلاث هي دينهم، مع الغالبية المسلمة من البوشناق، والصرب في الغالب من المسيحيين الأرثوذكس، والكروات الكاثوليك.
يتكلم البوشناق والكروات والصرب اللهجة الشتوكافية للغة متعددة المعارف المعروفة في اللغويات باسم الصربية الكرواتية. يتم حل مسألة اللغة القياسية بطريقة تجعل ثلاث مجموعات عرقية مكونة لها مؤسساتها التعليمية والثقافية في الأصناف القياسية التي تعتبر لغات رسمية على مستوى الدول الفرعية: البسنية والكرواتية والصربية.
وجدت دراسة مجموعات الكروموسوم المجموعات الفردية المنشورة في عام 2005 أن «ثلاث مجموعات رئيسية من البسنة والهرسك، على الرغم من بعض الاختلافات الكمية، تشترك في جزء كبير من نفس مجموعة الجينات القديمة المميزة لمنطقة البلقان». إلا أن الدراسة وجدت أن الصرب والبوشناق أقرب وراثيا من بعضهم البعض من أي منهما إلى الكروات.

### اللغات
لا يحدد دستور البسنة أية لغات رسمية، ومع ذلك، أشار الأكاديميان هيلاري فوتيت ومايكل كيلي إلى أن اتفاقية دايتون تنص على أنها «تتم باللغة البسنية والكرواتية والإنجليزية والصربية»، ويصفون ذلك بأنه «اعتراف فعلي بثلاث لغات رسمية» على مستوى الولاية. تم التحقق من المركز المتساوي للبوسنيين والصرب والكروات من قبل المحكمة الدستورية في عام 2000. وقضت بأن أحكام دساتير الاتحاد وجمهورية صربسكا بشأن اللغة تتعارض مع دستور الولاية، حيث أنها تعترف فقط بـ «البسنية» والكرواتية (في حالة الاتحاد) والصربية (في حالة جمهورية صربسكا) كلغات رسمية. على مستوى الكيان. ونتيجة لذلك، تم تغيير صياغة دساتير الكيانات وأصبحت اللغات الثلاث رسمية في كلا الكيانين. اللغات القياسية الثلاث مفهومة بشكل متبادل ومعروفة بشكل جماعي تحت تسمية الصربية الكرواتية، على الرغم من أن هذا المصطلح غير معترف به رسميًا في البلاد. أصبح استخدام إحدى اللغات الثلاث علامة على الهوية العرقية. [126] يجادل مايكل كيلي وكاثرين بيكر: «اللغات الرسمية الثلاث لدولة البسنة اليوم... تمثل التأكيد الرمزي للهوية الوطنية على براغماتية الفهم المتبادل».
وفقًا للميثاق الأوروبي لعام 1992 للغات الإقليمية أو لغات الأقليات، تعترف البسنة والهرسك بلغات الأقليات التالية: الألبانية، الجبل الأسود، التشيكية، الإيطالية، المجرية، المقدونية، الألمانية، البولندية، الرومانية، الرومانية، الروسينية، السلوفاكية، السلوفينية، التركية، الأوكرانية واليهودية (اليديشية واللادينو). الأقلية الألمانية في البسنة والهرسك هي في الغالب بقايا دوناوشوابن (الدانوب سوابيان)، الذين استقروا في المنطقة بعد أن استحوذت ملكية هابسبورغ على البلقان من الإمبراطورية العثمانية. بسبب عمليات الطرد والاندماج (القسري) بعد الحربين العالميتين ، انخفض عدد السكان الألمان في البسنة والهرسك بشكل كبير.
في تعداد عام 2013، يعتبر 52.86 ٪ من السكان لغتهم الأم البسنية، 30.76 ٪ الصربية، 14.6 ٪ الكرواتية و 1.57 ٪ لغة أخرى، مع 0.21 ٪ لا يجيبون.

### الديانة
الدين في البوسنة والهرسك (2013)
ينص دستور ولاية البسنة والهرسك (دستور البسنة والهرسك) ودساتير الكيانين في اتحاد البسنة والهرسك وجمهورية صربسكا على حرية الدين، وتحترم الحكومة بشكل عام هذا الحق في المناطق المتكاملة عرقيا أو في المناطق التي يكون فيها المسؤولون الحكوميون دين الأغلبية؛ كما يوفر قانون الحرية الدينية على مستوى الدولة حقوقًا شاملة للطوائف الدينية. لكن السلطات المحلية تقيد في بعض الأحيان الحق في عبادة أتباع الجماعات الدينية في المناطق التي ينتمي فيها هؤلاء الأشخاص إلى الأقلية. يعتبر 54٪ من مسلمي هيرزجوينجيين والبسنيين أنفسهم «مسلمين فقط».
انخفضت حماية الحكومة للحرية الدينية، خاصة خلال فترة الحملة الانتخابية السابقة للانتخابات الوطنية في أكتوبر 2006، بسبب التطبيق القانوني الانتقائي وعدم مبالاة بعض المسؤولين الحكوميين. في نهاية الفترة التي يغطيها هذا التقرير، كانت الحكومة تنفذ قانون الدولة بشأن الحرية الدينية لحماية حقوق الطوائف الدينية وإنشاء سجل حكومي يسمح لها بإثبات الوضع القانوني.
استمرت الانتهاكات والتمييز المجتمعي على أساس العقيدة والممارسة الدينية. عكس التعصب الديني بشكل مباشر التعصب العرقي بسبب التحديد العرقي الذي لا يمكن تمييزه تقريبًا مع الخلفية الدينية. حدث التمييز ضد الأقليات الدينية في جميع أنحاء البلاد تقريبًا. في بعض المجتمعات، ساهم القادة الدينيون والسياسيون المحليون في التعصب وزيادة القومية من خلال التصريحات والخطب العامة. استمر عدد من الأشياء الدينية التي تم بناؤها بشكل غير قانوني في إثارة التوتر العرقي/الديني والصراع في المجتمعات المختلفة. غالبًا ما يساء استخدام الرموز الدينية لأغراض سياسية.
في استطلاع أجرته مؤسسة غالوب عام 2009، أجاب 77٪ من المستجيبين في البسنة والهرسك بنعم على سؤال «هل الدين جزء مهم من حياتك اليومية؟»، بينما أجاب 21٪ بالسلبية. وفقًا لاستطلاع أجرته مؤسسة بيو للأبحاث عام 2017، فإن 31٪ من المسلمين البسنيين و 10٪ من الأرثوذكس و 54٪ من الكاثوليك يحضرون الشعائر الدينية مرة واحدة على الأقل في الأسبوع.

### المدن الكبرى
تضم سراييفو 395.133 نسمة في منطقتها الحضرية التي تضم مدينة سراييفو بالإضافة إلى بلديات إيليدا وفوجوشا وإستونيا إيليدا وإستونو نوفو سراييفو وإستوني ستاري جراد. يبلغ عدد سكان منطقة المترو 555,210 نسمة وتشمل كانتون سراييفو وشرق سراييفو والبلديات بريزا وكيسلياك وكريسيفو وفيسوكو.

## الاقتصاد
خلال الحرب البسنية، عانى الاقتصاد 200 مليار يورو من الأضرار المادية.تواجه البسنة والهرسك المشكلة المزدوجة المتمثلة في إعادة بناء بلد مزقته الحرب وإدخال إصلاحات في السوق الليبرالية الانتقالية على اقتصادها المختلط سابقًا. أحد إرث الحقبة السابقة هو صناعة قوية. تحت قيادة رئيس الجمهورية السابق جمال بيجيديتش ورئيس SFRY جوزيف بروز تيتو، تمت ترقية الصناعات المعدنية في الجمهورية، مما أدى إلى تطوير حصة كبيرة من مصانع يوغسلافيا؛ كان للبوسنة والهرسك اقتصاد قوي للغاية موجه نحو التصدير الصناعي في سبعينيات وثمانينيات القرن الماضي، حيث بلغت قيمة الصادرات الكبيرة ملايين الدولارات الأمريكية.
خلال معظم تاريخ البسنة، أجريت الزراعة في مزارع مملوكة ملكية خاصة. يتم تصدير المواد الغذائية الطازجة من الجمهورية.
تسببت الحرب في التسعينيات في تغيير جذري في الاقتصاد البسني.
انخفض الناتج المحلي الإجمالي بنسبة 60 ٪ وتدمير البنية التحتية المادية دمر الاقتصاد.مع عدم وجود الكثير من الطاقة الإنتاجية، لا يزال الاقتصاد البسني يواجه صعوبات كبيرة. تظهر الأرقام أن إجمالي الناتج المحلي ونصيب الفرد من الدخل زاد بنسبة 10 ٪ من عام 2003 إلى 2004 هذا وتقلص الديون الوطنية في البسنة كونها اتجاهات سلبية، والبطالة المرتفعة 38.7 ٪ والعجز التجاري الكبير لا تزال مدعاة للقلق.
العملة الوطنية هي العلامة القابلة للتحويل (المرتبطة باليورو) (KM)، والتي يسيطر عليها مجلس العملة. التضخم السنوي هو الأدنى مقارنة بالدول الأخرى في المنطقة حيث بلغ 1.9 ٪ في عام 2004.بلغ الدين الدولي 5.1 مليار دولار (في 31 ديسمبر 2014). بلغ معدل نمو الناتج المحلي الإجمالي الحقيقي 5٪ لعام 2004 وفقًا للبنك المركزي البسني للبوسنة والهرسك والمكتب الإحصائي للبوسنة والهرسك.
أحرزت البسنة والهرسك تقدماً إيجابياً في السنوات السابقة، والتي نقلت مكانها بشكل حاسم من أدنى درجات المساواة في الدخل في تصنيفات المساواة في الدخل أربعة عشر من أصل 193 دولة.
وفقًا لبيانات يوروستات، بلغ نصيب الفرد من إجمالي الناتج المحلي للبوسنة والهرسك 29 في المائة من متوسط الاتحاد الأوروبي في عام 2010.
علن صندوق النقد الدولي (IMF) عن قرض للبوسنة بقيمة 500 مليون دولار أمريكي يتم تسليمها بموجب الترتيبات الاحتياطية. كان من المقرر الموافقة على ذلك في سبتمبر 2012.
تقوم سفارة الولايات المتحدة في سراييفو، البسنة والهرسك بإصدار الدليل التجاري للبلد - وهو تقرير سنوي يقدم نظرة شاملة على البيئة التجارية والاقتصادية للبوسنة والهرسك، وذلك باستخدام التحليل الاقتصادي والسياسي وتحليل السوق.
في عام 2017، احتلت البسنة والهرسك المرتبة الثالثة في العالم من حيث عدد الوظائف الجديدة التي تم إنشاؤها بواسطة الاستثمار الأجنبي، نسبةً إلى عدد السكان.
في عام 2018، قامت البسنة والهرسك بتصدير سلع بقيمة 11.9 مليار مارك بوسني (6.07 مليار يورو)، وهو ما يزيد بنسبة 7.43 ٪ عن نفس الفترة من عام 2017، بينما بلغت الواردات 19.27 مليار مارك بوسني(9.83 مليار يورو)، أي بزيادة 5.47 ٪.

### الاتصالات
تم تحرير سوق الاتصالات البسنية بالكامل في يناير 2006. هناك ثلاثة مزودين لخطوط الهاتف الثابت، على الرغم من أن كل واحد منهم بقدم في الغالب خدمات جزئية يتم توفيرها بواسطة ثلاثة مشغلين، مع خدمات على مستوى البلاد. تتوفر أيضًا خدمات البيانات المتنقلة، بما في ذلك خدمات معدلات البيانات وثقنبة الجيل الثالت العالية السرعة.

### السياحة
وفقا لتوقعات منظمة السياحة العالمية، سيكون للبوسنة والهرسك ثالث أعلى معدل نمو سياحي في العالم بين عامي 1995 و 2020.
حيث أنه في عام 2017، زار 1,307,319 سائح البسنة والهرسك، بزيادة قدرها 13.7 ٪، وسجلت الإقامات الفتدقية 2,677,125 ليلة مبيت، بزيادة قدرها 12.3 ٪ عن العام السابق. نسبة السياح الأجانب هي 71.5 ٪.
في عام 2006، عند تصنيف أفضل المدن في العالم، وضعت لونلي بلانيت سراييفو، العاصمة الوطنية ومضيفة دورة الألعاب الأولمبية الشتوية لعام 1984، في المرتبة رقم 43 في القائمة. تركز السياحة في سراييفو بشكل أساسي على الجوانب التاريخية والدينية والثقافية. في عام 2010، رشحت لونلي بلانيت سرايفو في تصنيف «الأفضل في السفر» كواحدة من أفضل عشر مدن لزيارة تلك السنة. وفازت سراييفو أيضًا بمسابقة مدونة «أفضل مدينة للزيارة» في مدونة فوكسنوماد في عام 2012، متغلبتا على أكثر من مائة مدينة أخرى حول العالم.
أصبح ميدبوغوريه أحد أكثر مواقع الحج شعبية للمسيحيين في العالم وتحول إلى ثالث محج ديني في أوروبا حيث يزور أكثر من مليون شخص كل عام. تشير التقديرات إلى أن 30 مليون حاج قد أتوا إلى ميوغوريه منذ بدء ظهورهم في عام 1981.
أصبحت البسنة أيضًا وجهة تزداد شعبية في التزلج والسياحة البيئية. لا تزال البسنة والهرسك واحدة من آخر المناطق الطبيعية غير المكتشفة في المنطقة الجنوبية لجبال الألب، حيث توجد مساحات شاسعة من الطبيعة البرية وغير الملموسة تجذب المغامرين ومحبي الطبيعة. صنفت مجلة ناشيونال جيوغرافيك البسنة والهرسك كأفضل وجهة لمغامرة ركوب الدراجات الجبلية لعام 2012. يتم تفضيل جبال الألب الدينارية البسنية المركزية من قبل المتنزهين ومتسلقي الجبال ، التي تحتوي على كل من مناخي البحر الأبيض المتوسط وجبال الألب. يعد ركوب الرمث في وايت ووتر نوعا من التسلية الوطنية، مع ثلاثة أنهار، بما في ذلك أعمق وادي نهر في أوروبا، وادي نهر تارا.
في الآونة الأخيرة، وصفت صحيفة هافينغتون بوست البسنة والهرسك بأنها «أعظم مغامرة في العالم لعام 2013»، مضيفة أن البلاد تفتخر بـ «أنظف مياه وهواء في أوروبا؛ وأعظم الغابات التي لم تمس؛ وأكثر الحيوانات البرية. أفضل طريقة للتجربة هي رحلة ضمن الأنهار الثلاثة، التي تطوف من خلال أفضل ما تقدمه البلقان.» 

#### مناطق الجذب السياحي
لدى البسنة العديد من المواقع ضمن قائمة التراث العالمي من بينها: جسر محمد باشا سوكولوفيتش في فيشغراد، والجسر القديم في موستار.وقد صنفت العاصمة سرايفو من بين أفضل عشرة مدن سياحية في العالم.

## التعليم

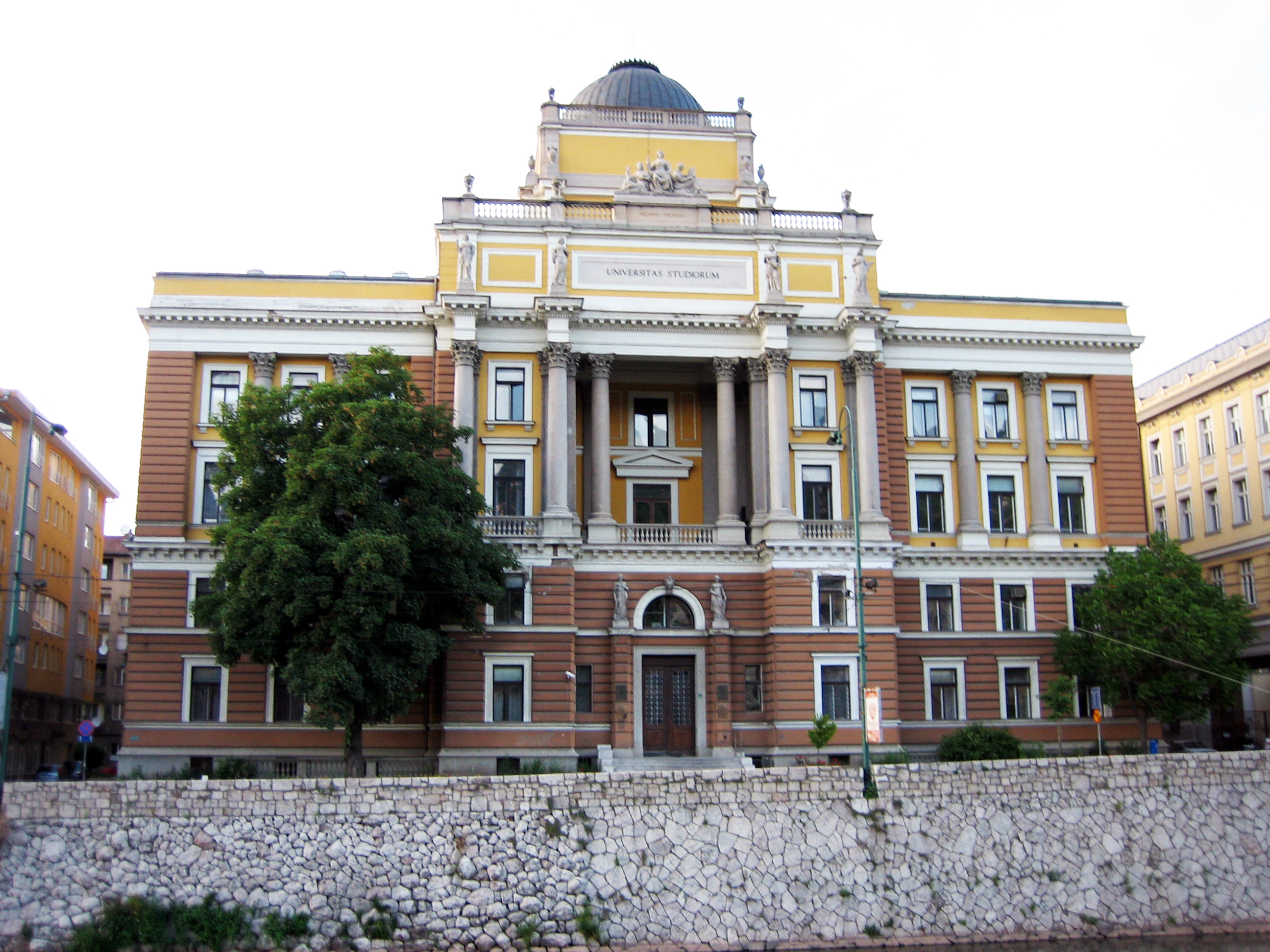
جامعة سراييفو كلية القانون.

التعليم العالي له تقليد طويل وغني في البسنة والهرسك. أول مؤسسة للتعليم العالي مفصل هي مدرسة من الفلسفة الصوفية التي أنشأها غازي هسريف بيغ في 1531. ثم اتبعت العديد من المدارس الدينية الأخرى ثم في عام 1887، في ظل الإمبراطورية النمساوية المجرية، بدأت كلية الحقوق الشرعية برنامجا مدته خمس سنوات. [146] في 1940 أصبحت جامعة سراييفو أول معهد علماني للتعليم العالي في المدينة. في عام 1950 بعد درجة البكالوريوس الدراسات العليا أصبحت متاحة. [147] وقد أعيد بناؤها مؤخرا في شراكة مع أكثر من 40 جامعة أخرى. وهناك العديد من مؤسسات التعليم العالي الأخرى، منها جامعة «دومال بييديتش» في موستار، وجامعة بانيا لوكا، وجامعة موستار، وجامعة شرق سراييفو، وجامعة توزلا، والجامعة الأمريكية في البسنة والهرسك، وأكاديمية العلوم والفنون من البسنة والهرسك، التي تعدّ في غاية الاحترام باعتبارها واحدة من أكاديميات الفنون الإبداعية المرموقة في المنطقة.
كما أن البسنة والهرسك موطن لعدد من مؤسسات التعليم العالي الخاصة والدولية، وبعضها:-
- مدرسة سراييفو للعلوم والتكنولوجيا.
- جامعة سراييفو الدولية.
- الجامعة الأمريكية في البسنة والهرسك.
- سراييفو كلية الدراسات العليا في إدارة الأعمال.
- جامعة بورش الدولية.

ويستمر التعليم الابتدائي لمدة تسع سنوات. وتقدم التعليم الثانوي المدارس الثانوية العامة والتقنية (التي عادة ما تكون صالات رياضية) حيث تستمر الدراسات عادة لمدة أربع سنوات. وتشمل جميع أشكال التعليم الثانوي عنصرا من عناصر التدريب المهني. ويحصل التلاميذ المتخرجون من المدارس الثانوية العامة على شهادة "ماتورا" ويمكنهم الالتحاق بأي مؤسسة أو أكاديمية للتعليم العالي عن طريق اجتياز امتحان التأهيل الذي تحدده الهيئة أو المؤسسة الإدارية. الطلاب الذين يتخرجون من المواد التقنية يحصلون على دبلوم. [148]
جاءت البسنة والهرسك في المركز 77 في مؤشر الابتكار العالمي عام 2023، وتراجعت للمركز 80 في مؤشر عام 2024.

## الثقافة

### الهندسة المعمارية
تتأثر هندسة البسنة والهرسك إلى حد كبير بأربع فترات رئيسية حيث أثرت التغييرات السياسية والاجتماعية على خلق عادات ثقافية ومعمارية متميزة للسكان. جعلت كل فترة تأثيرها محسوسًا وساهمت في تنوع أكبر للثقافات واللغة المعمارية في هذه المنطقة.

### وسائل الإعلام
بعض محطات التليفزيون والمجلات والصحف في البسنة والهرسك مملوكة للدولة، وبعضها لشركات ربحية تمولها الإعلانات والاشتراك والإيرادات الأخرى ذات الصلة بالمبيعات. يضمن دستور البسنة والهرسك حرية التعبير.
كدولة تمر بمرحلة انتقالية مع إرث ما بعد الحرب وهيكل سياسي داخلي معقد، أصبح النظام الإعلامي في البسنة والهرسك قيد التحول. في بداية فترة ما بعد الحرب (1995-2005)، تم التوجيه نحو تطوير وسائل الإعلام بشكل رئيسي من قبل المانحين الدوليين ووكالات التعاون، الذين استثمروا للمساعدة من أجل إعادة بناء وتنويع وديمقراطية وإضفاء الطابع المهني على وسائل الإعلام.
تضمنت تطورات ما بعد الحرب إنشاء وكالة مستقلة لتنظيم الاتصالات، واعتماد قانون للصحافة، وإنشاء مجلس للصحافة، وإلغاء تجريم الملصقات والتشهير، وإدخال قانون متطور إلى حد ما ينص على حرية الوصول إلى المعلومات، وإنشاء نظام إذاعي للخدمة العامة من هيئة الإذاعة المملوكة للدولة سابقًا. ومع ذلك، غالباً ما عرقلت النخب المحلية التطورات الإيجابية المدعومة دوليًا، ولم يتواصل احتراف وسائل الإعلام والصحفيين إلا ببطء. مستويات عالية من الحزبية والروابط بين وسائل الإعلام والأنظمة السياسية تعيق الالتزام بقواعد السلوك المهنية.

### الأدب
تزخر البسنة والهرسك بغنى أدبي، ومن بين الوجوه الأدبية الفائز بجائزة نوبل إيفو أندريتش والشعراء مثل الكرواتي أنتون برانكو سيميك، أليكسا سانتيتش، جوفان دوسيتش وماك ديزدار والكتاب مثل زلاتكو توبسيتك، ميسا سليموفيتش، سيميزدين مييمدينوفيتش، ميليينكو جيرغوفيتش، إيزاك ساموكوفليخا، وسافيت التسول باساجيك، وعبد الله سيدران، وبيتيار كويش، وألكسندر همن، ونزاد أبراهيموفيتش. تأسس المسرح الوطني عام 1919 في سراييفو وكان أول مخرج له هو المسرحي برانيسلاف نوشيتش. بالنسبة للمجلات هناك نوفي بلامين أو سيرايوفيسك سيفيسك وهي بعض من المنشورات البارزة التي تغطي الموضوعات الثقافية والأدبية.

### الفنون

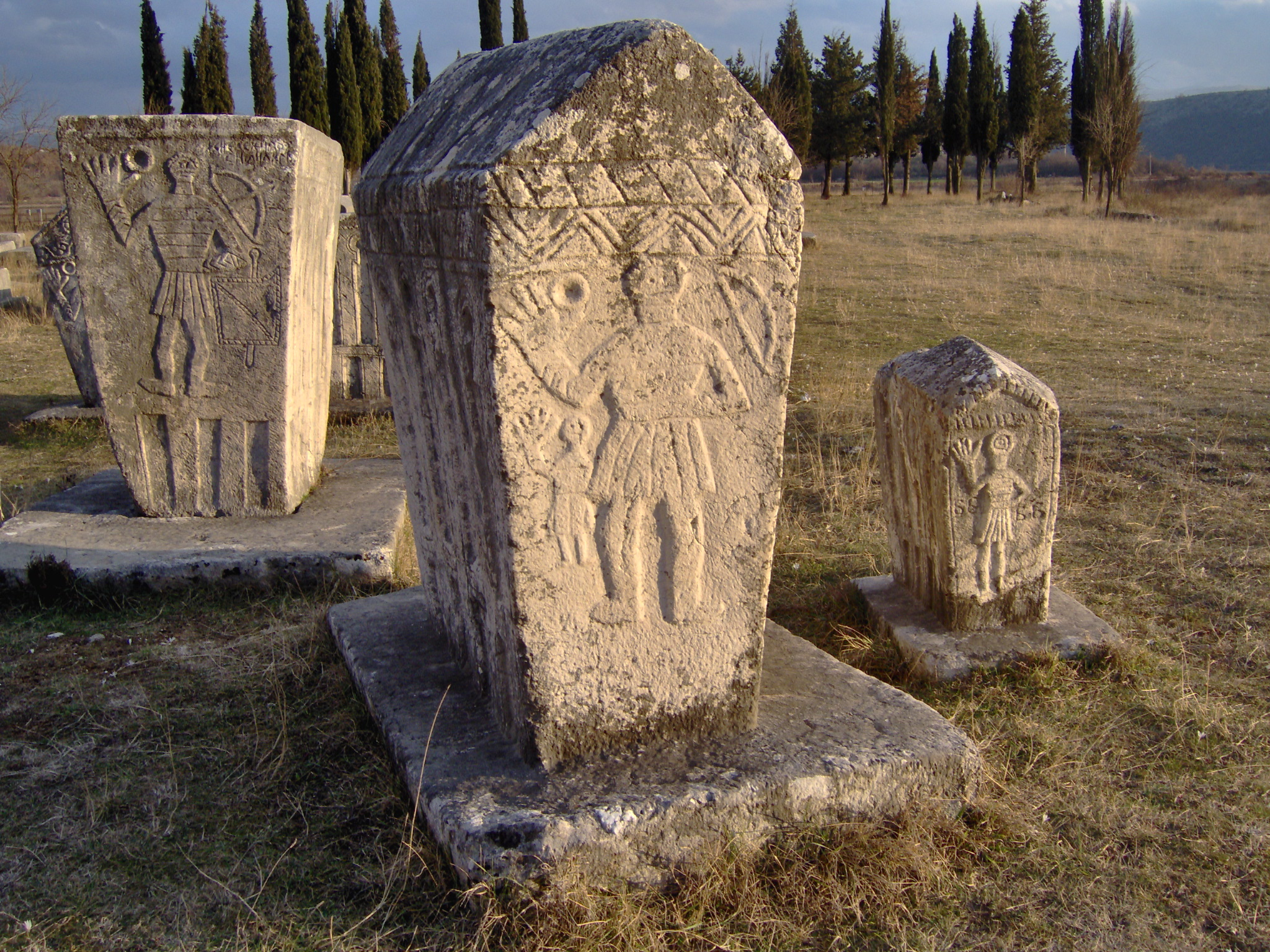
سيتيشسي من راديملايا بالقرب من ستولاتش (القرن ال13)

كان فن البسنة والهرسك في تطور دائم وتمثل في شواهد القبور في القرون الوسطى والتي تدعى سيتيشسي والوحات في محكمة بيت كوترومانيك. ومع ذلك، فقط مع وصول النمساويين الهنغاريين بدأت نهضة الرسم في البسنة في الازدهار. ظهر أول فنانين مثقفين من الأكاديميات الأوروبية مع بداية القرن العشرين. ومن بين هؤلاء: غابرييل يوركييتش، وبيتار شين، ورومان بتروفيتش ولازار درلياع.
بعد الحرب العالمية الثانية، سطع نجم عدد من الفنانين أمثال مرساد بربر وسافيت زيك.
في عام 2007، تم تأسيس أرس أيفي، متحف الفن المعاصر الذي يتضمن أعمال لفنانين عالميين مشهورين في سراييفو.

### الموسيقى

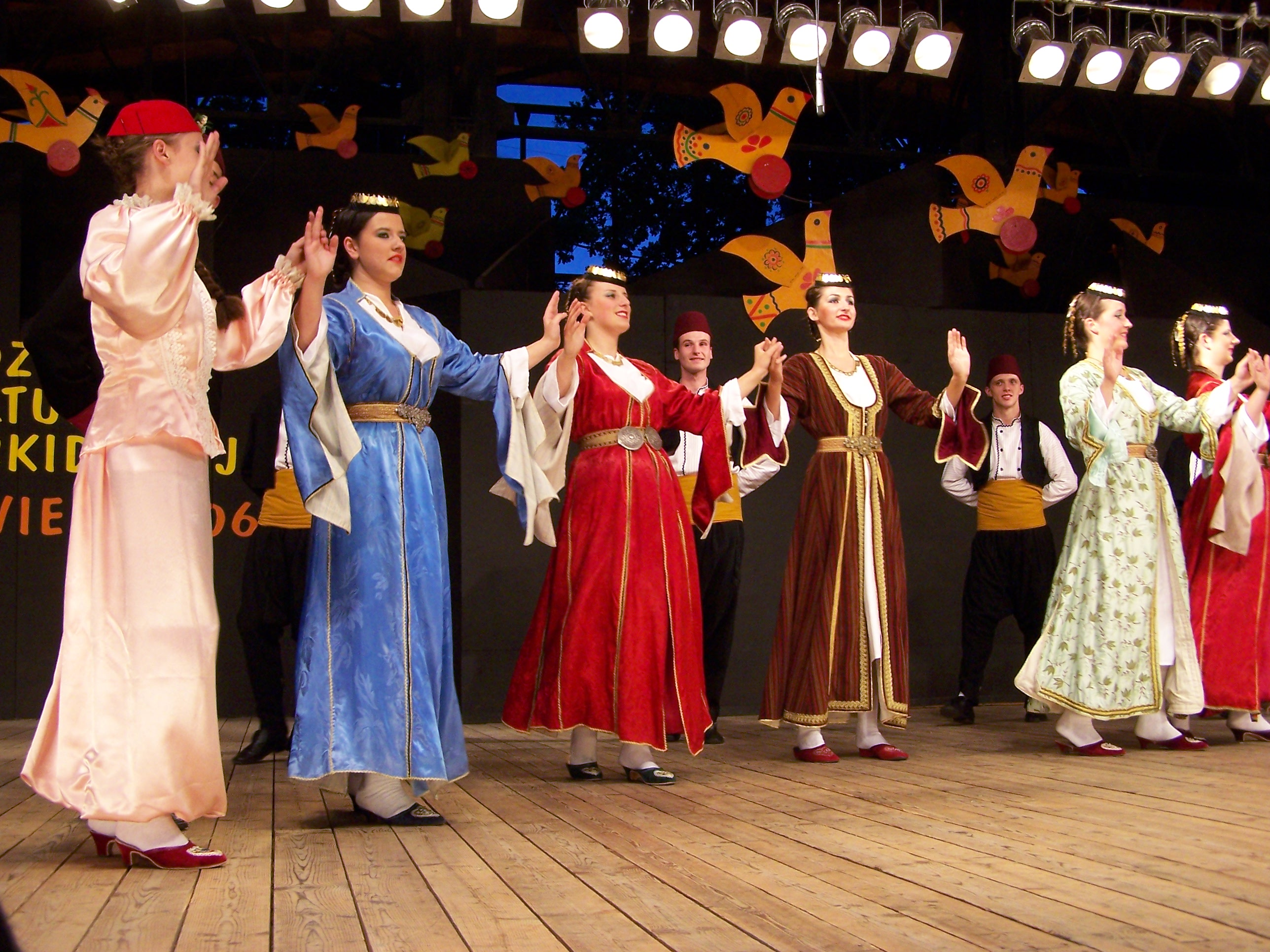
البسنيون يرقصون رقصة كولو التقليدية

الأغاني البسنية النموذجية هي الݣانݣا والريرا والموسيقى السلافية التقليدية الممزوجة مع الرقصات الشعبية مثل كولو ومن موروث العهد العثماني الأكثر شعبية هي سيفيدالنكا. موسيقى البوب والروك لها تواجد بالبسنة، مع الموسيقيين الأكثر شهرة، بما في ذلك دينو زونييتش، وغوران بريجوفيتش، ودافورين بوبوفيتش، وكيمال مونتينو، وزدرافكو أوليتش، وإلفير لاكوفيتش، وإيدو ماياكا، وهاري ماتا هاري، ودينو ميرلين. ملحنين آخرين مثل ور نوفكوفيتش، الدينو، حارس دزينوفيتش، كورنليج كوفاتش، والعديد من فرق البوب والروك، على سبيل المثال، بييلو دوم، النجم يابوكا، دفيلي جاكود، أنديكسي، بلافي أوركيستار، زابرانينو بيشيني، أمبسدوري، دوبيوزا كوليكتيف، الذي كانت من بين الرائدة في يوغسلافيا السابقة. البسنة هي موطن الملحن دوشان ستيتش، مبدع النشيد الوطني للبوسنة والهرسك وأب المغنية ماريا ستيتش، لموسيقي الجاز المعروف والأستاذ وسفير الجاز البسني سنان أليمانوفيتش والملحن ساشا لوسيتش وعازف البيانو ساشا توبرك. في القرى، ضمن الهرسك، البوشناق والصرب، والكروات يعزف وتر الݣوسل القدم. يتم استخدام الݣوسل بشكل رئيسي لإنشاد القصائد الملحمية في لهجة مثيرة عادة.
من المحتمل أن تكون سافيدلينكاس الموسيقى الأكثر تميزا و «بوسنية»، وهي نوع من الأغاني الشعبية العاطفية الحزينة التي تصف في كثير من الأحيان مواضيع حزينة مثل الحب والخسارة، وفاة شخص عزيز أو حسرة. تم أداء سافيدلينكاس تقليديا مع الساز، أداة موسيقية تركية، والتي تم استبدالها لاحقا بالأكورديون. ومع ذلك فإن الترتيب الأكثر حداثة، وهو ما يثير السخرية من بعض الأصوليين، هو عادة مطرب يرافقه الأكورديون جنباً إلى جنب مع براميل الفخاخ والباس المستقيم والقيثارات والكلارينيت والكمان.

### السينما والمسرح
تشتهر سراييفو دوليًا باختياراتها المتنوعة والمتنوعة من المهرجانات. تأسس مهرجان سراييفو السينمائي في عام 1995، خلال حرب البسنة وأصبح المهرجان الأول والأكبر للفيلم في البلقان وجنوب شرق أوروبا.

### المطبخ

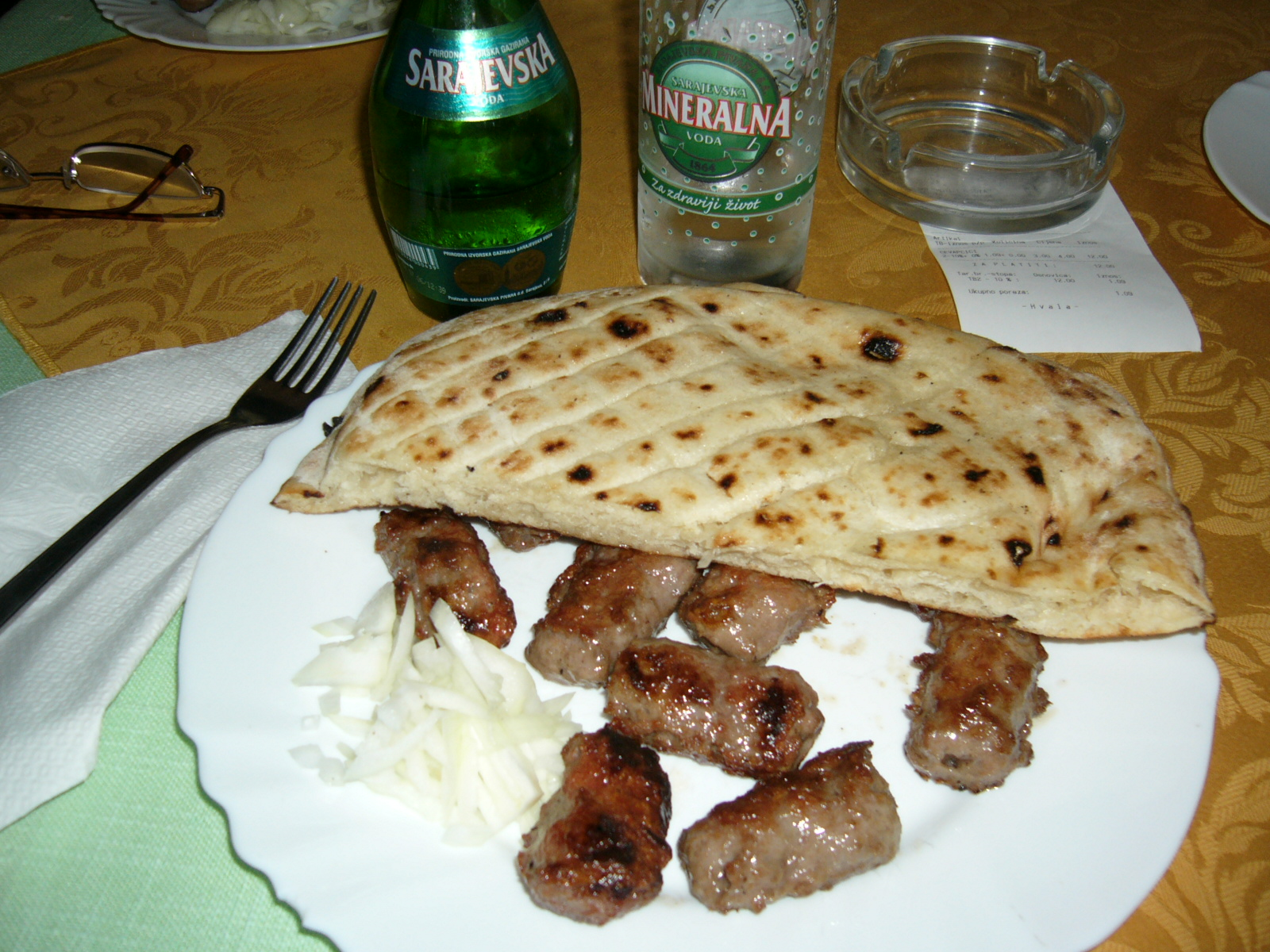
كباب

المطبخ البسني، بالإضافة إلى تميزه، فإن له تأثير كبير على بعض المأكولات المتوسطية والأوروبية الغربية. يشبه المطبخ البسني نمط المأكولات التركية واليونانية وغيرها من المأكولات المماثلة. نظرًا للحكم النمساوي المجري طويل الأمد، فإن تأثيرات وسط أوروبا موجودة فيه أيضًا. يشتهر المطبخ البسني باستخدام العديد من التوابل، عادة بكميات صغيرة. من جهة أخرى معظم الأطباق خفيفة، مطبوخة في القليل من الماء. أما الصلصات فهي طبيعية بالكامل تقريبًا. المكونات النموذجية للمطبخ البسني هي الطماطم والبطاطس والبصل والثوم والفلفل والخيار والجزر والملفوف والفطر والسبانخ والكوسا والفاصوليا. أكثر التوابل استخدامًا هي الفلفل الحلو المطحون، والفلفل الأسود، والبقدونس، وأوراق الغار والكرفس. غالبًا ما يستخدم الحليب والقشدة والقشدة الحامضة كإضافة إلى المأكولات البسنية. تضاف القرفة والقرنفل إلى الأطباق الحلوة. بينما أطباق اللحوم فإنها تكون مصنوعة من الدجاج ولحم البقر أو الضأن. بالنسبة للمطبخ البسني، فإن إعداد الأطباق يتم تحت فرن الساغ (يشبه الفرن البدوي العربي)، حيث يتم جمع المكونات المحضرة في قدر واتغطيتها بصينية معدنية فوق الفحم.
يتم شرب القهوة في الأكواب، وتستهلك معها حلوى الحلقوم.
وتشمل الأطباق البسنية التقليدية البقلاوة، معجنات هورماتشيس المقلية، التفاحية، لفات الملفوف، اللحم، الحلاوة الطحينية، بوريك،بلح الشام، الفطائر (تشيز كيك، السبانخ، فطيرة البطاطس). حاليا، يتم إعداد الأطباق التقليدية خلال فترة العطلات.

### الرياضة

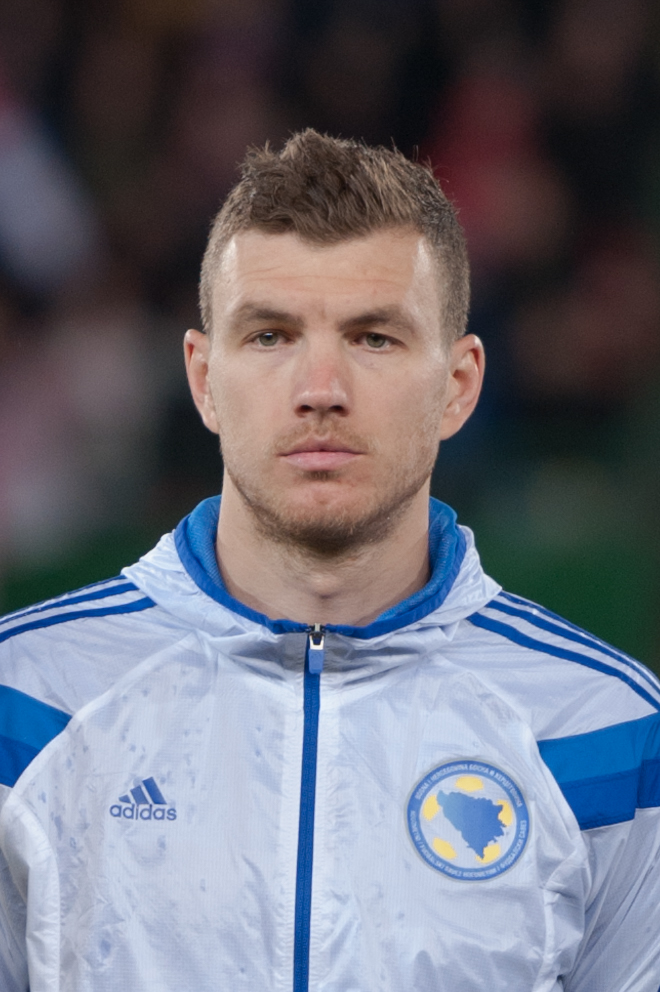
إدين دزيكو

حققت البسنة نتائج مهمة في مسابقات الفرق: حيت أصبح نادي بانيا لوكا لكرة اليد بطلاً أوروبيًا في كرة اليد عام 1976، وأصبح نادي البسنة رويال بطلاً أوروبيًا في كرة السلة عام 1979 وفي منافسات الرجال، أصبح نادي أتحاد توزلا، بطل أوروبا عام 1989. أشهر أندية كرة القدم هي نادي ساراييفو ونادي جيلييزنيتشار ساراييفو وزرينيسكي موستار ونادي شيروكي برييغ. وأشهر الرياضيين البسنيين هم إدين دزيكو، رادي كرونيتش، عباس أرسلاناجيتش، عاصم فرحاتوفيتش، إيفيكا أوسيم، ميرزا ديليباسيتش، سافيت سوسيتش، دوزان باجيفيتش، سيرجي بارباريز، حسن صالح حميديتش، نيناد ماركوفيتش، سفيتلانا كيتش ورازيا مويانوفيتش، ميرليم بيانتش.

### الأنشطة الترفيهية
المقاهي، حيث يتم تقديم القهوة البسنية في دويزفا مع لوكات راهات ومكعبات السكر، وتكاثر سراييفو وكل مدينة في البلاد. شرب القهوة هو هواية البسنية المفضلة وجزء من الثقافة. والبسنة والهرسك هي البلد العاشر في العالم أجمع من حيث استهلاك الفرد من القهوة [157].

## وصلات خارجية
- بوابة البسنة والهرسك باللغة العربية
- عشرة أسباب لزيارة البسنة والهرسك
- القهوة البسنية
- متحف نفق الأمل الذي أنقد أهل سراييفو أثناء الحرب الأهلية
- أيمن أبو عبد الرحمن.. المجاهدون العرب في البسنة، برنامج لقاء اليوم، قناة الجزيرة، 1 سبتمبر 2000 م
- قصة النفق الذي أنقذ مسلمي البسنة من الموت، برنامج يحكى أن، قناة الجزبرة، 10 يناير 2002
- من اعلام المجاهدين في البسنة والهرسك، صيد الفوائد